# Golzheim (Düsseldorf)
Golzheim ist ein nördlich der Innenstadt am Rhein gelegener Stadtteil von Düsseldorf. Der Stadtteil Golzheim ist Teil des Stadtbezirks 1.

## Geographie

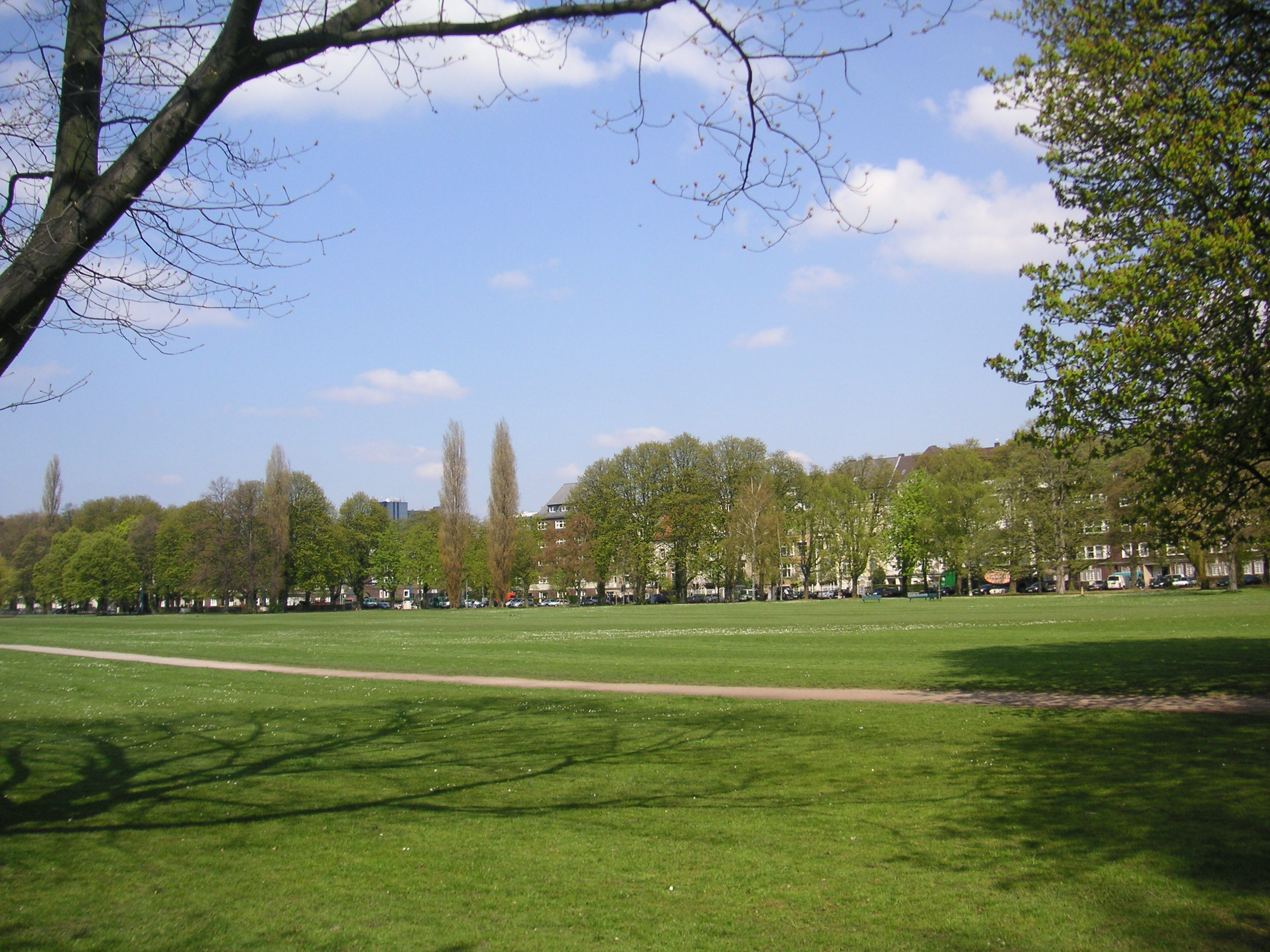
Blick nach Nordosten über die Wiesen des Rheinparks Golzheim

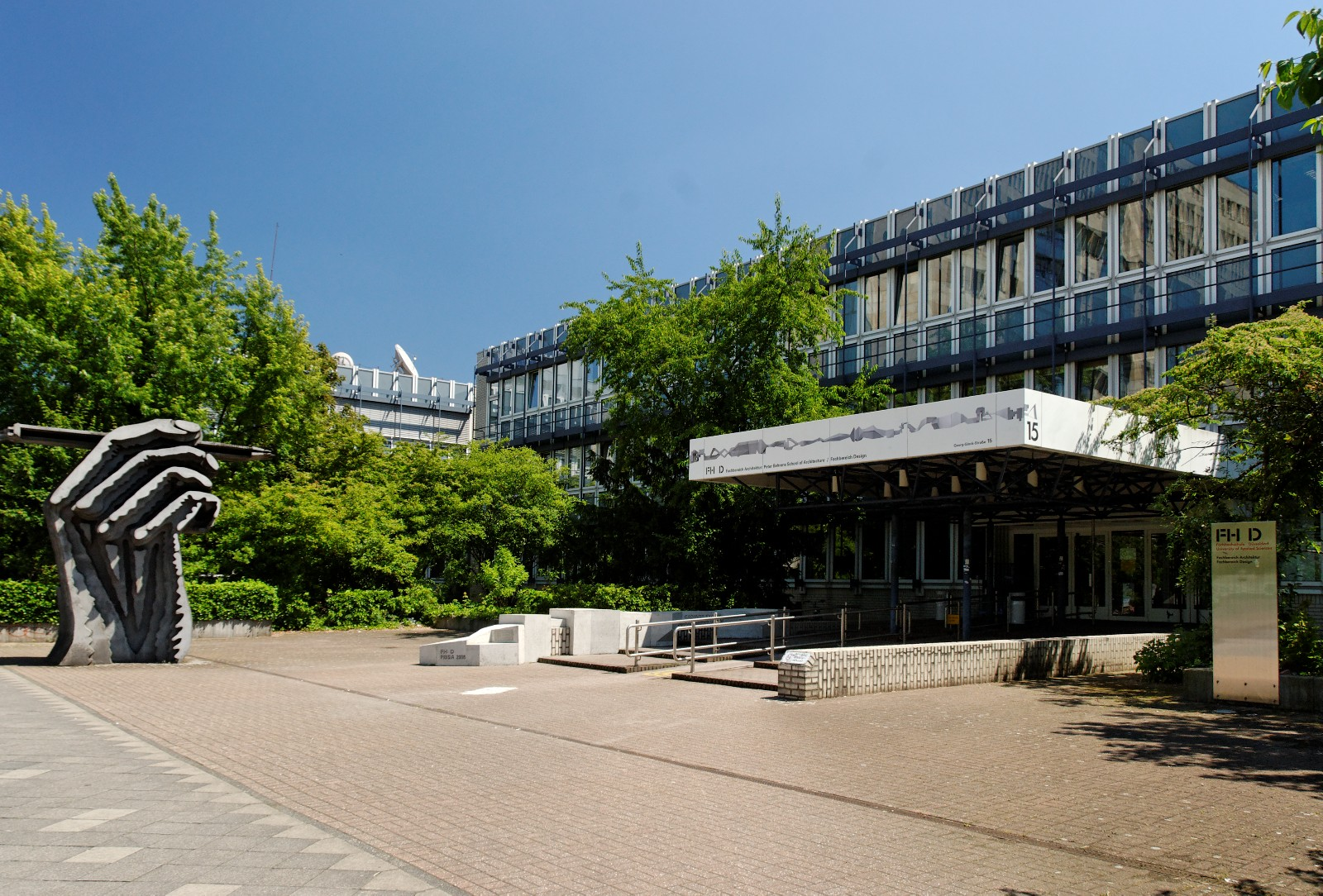
Ehemaliger Standort der Hochschule Düsseldorf, jetzt zweiter Campus der Robert Schumann Hochschule Düsseldorf

Golzheim hat eine Fläche von 2,56 km², auf denen rund 12.700 Menschen leben. Die Einwohnerdichte entspricht somit 4.962 Einwohnern pro Quadratkilometer.
Golzheim grenzt im Westen an den Rhein, im Süden straßenmittig der Klever Straße an Pempelfort, im Norden südlich der Hauptachse des Nordparks an Stockum sowie im Osten im Verlauf der Roßstraße und der Danziger Straße an Derendorf. Mit den Stadtteilen Pempelfort und Derendorf ist Golzheim durch einen engen Siedlungszusammenhang verbunden.
Die Lage am Rhein, die fußläufige Nähe zum Stadtkern sowie die urbane Mischung aus großzügigen Grünanlagen, städtebaulich unterschiedlichen, eher hochwertigen Wohnvierteln und Bürostandorten machen Golzheim zu einem der attraktivsten Stadtteile der Landeshauptstadt. Nach Süden, in Richtung der Klever Straße, nimmt die Besiedlungsdichte Golzheims zu.
Ein stadtteilbezogenes Eigenleben weist Golzheim mangels eines eigenen urbanen Zentrums kaum auf; die Nahversorgung geschieht weitgehend über den gut erreichbaren zentralen Versorgungsbereich an der Nordstraße in Pempelfort, der im Hinblick auf diese Funktion über eine exzellent breite und tiefe Ausstattung verfügt. Der 24 Hektar große Rheinpark Golzheim ist – nicht nur für die Bewohner Golzheims, Pempelforts und Derendorfs – als Volkspark am Rheinufer ein bei allen Bevölkerungsgruppen beliebter und stark besuchter Treffpunkt und somit temporär ein Mittelpunkt des sozialen Lebens, besonders im Sommer und während der Freizeit.
Die Bevölkerung des Stadtteils verfügt über ein relativ hohes Bildungs- und Einkommensniveau. Arbeitslosigkeit und soziale Probleme treten unterdurchschnittlich auf.

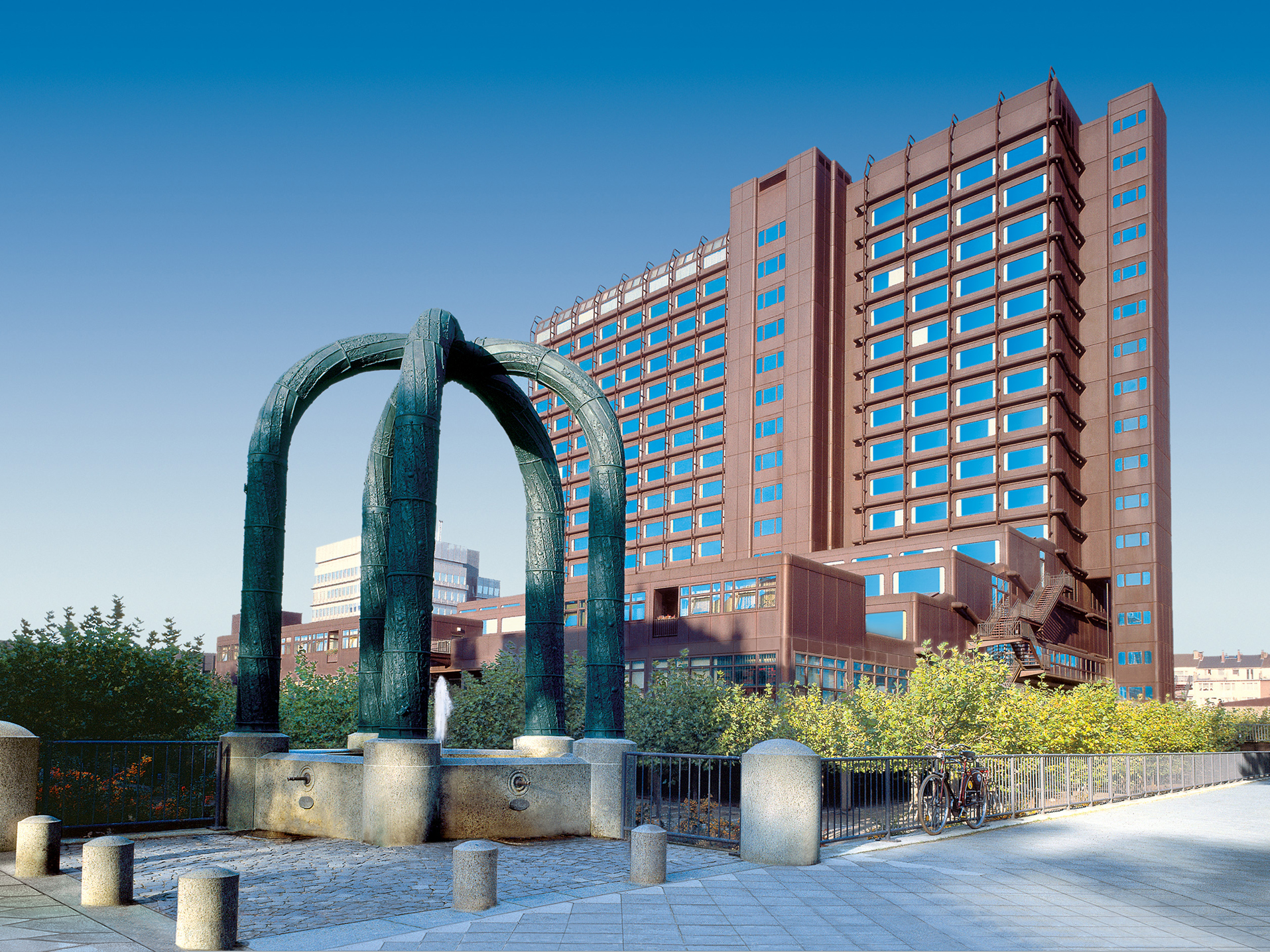
Hauptgebäude des Landesbetriebs Information und Technik NRW (nach dem Erscheinungsbild seiner Fassade aus Cortenstahl auch „Rostbau“ genannt), Ansicht von der Bankstraße in Richtung Nordosten, entworfen und gebaut 1969 bis 1979 durch den Architekten Gottfried Böhm, im Vordergrund die Brunnenskulptur Fünf Bronzebögen (1981) von Elmar Hillebrand

Von besonderer Bedeutung ist Golzheim als Verwaltungs-, Messe-, Hochschul-, Konsular- und Hotelstandort. Überörtliche Zentralität hat der Stadtteil auch als Sitz des Landesbetriebs Information und Technik Nordrhein-Westfalen und der Regionaldirektion Nordrhein-Westfalen der Bundesagentur für Arbeit. Golzheim ist zudem Standort der Robert Schumann Hochschule für Musik. Generalkonsulate in Golzheim haben Marokko, die Niederlande, Spanien und die Türkei, Honorarkonsulate in Golzheim haben Angola, Estland, Litauen und Mauritius. Die hohe Zahl der Arbeits- und Ausbildungsplätze, vor allem bei den Gebietskörperschaften sowie den Unternehmen der Sektoren Rechts- und Steuerberatung sowie Wirtschaftsprüfung und Wirtschaftsberatung, beschert Golzheim einen deutlichen Einpendlerüberschuss.

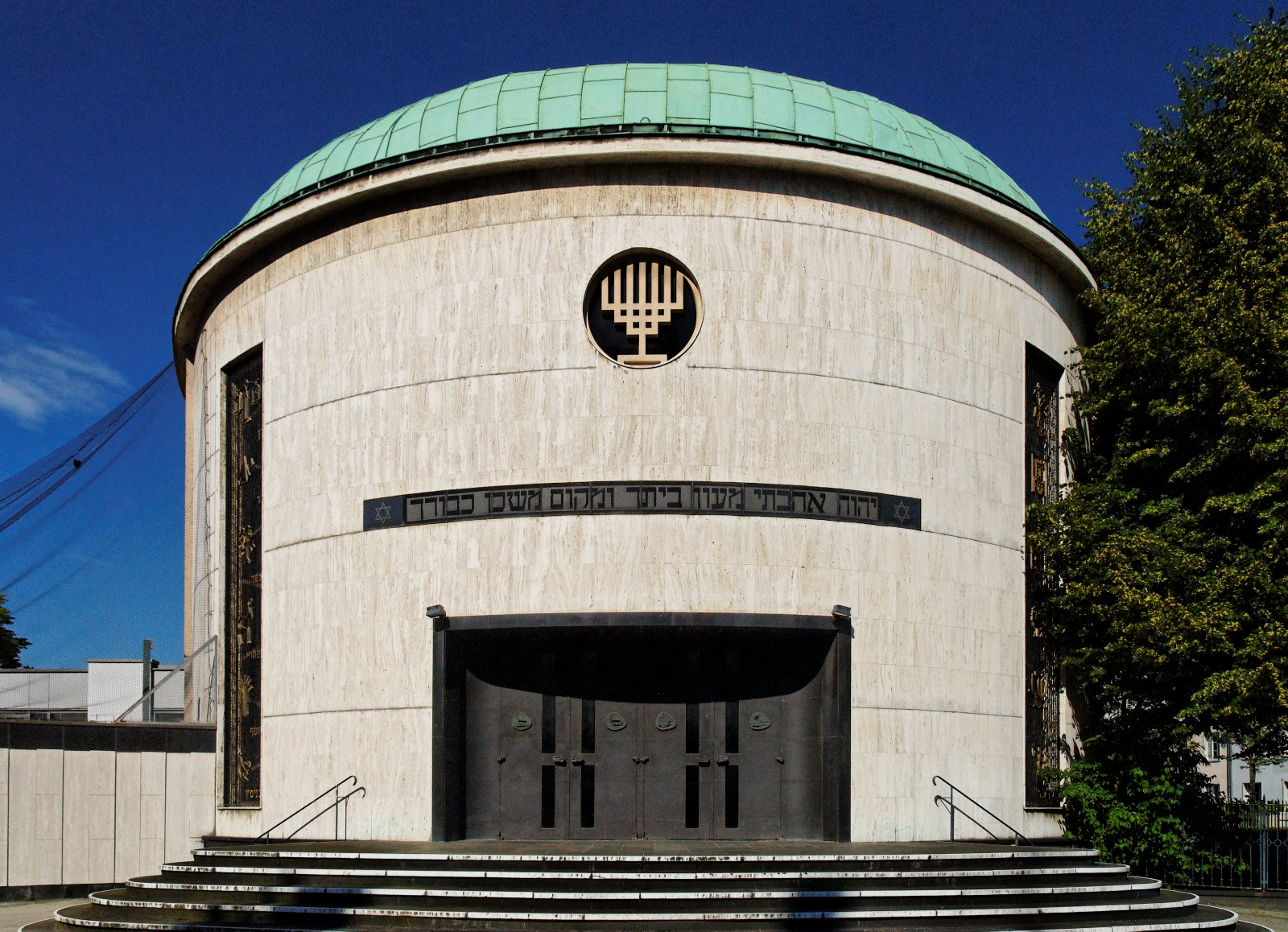
Neue Düsseldorfer Synagoge

Aufgrund der Vielzahl von Showrooms im Bereich der Kaiserswerther Straße, gemeint sind hier Ausstellungsräume für Artikel der Bekleidung und Bekleidungsaccessoires mit der Funktion von so genannten Orderbüros, ist Golzheim außerdem ein bedeutender Standort des Modegroßhandels, der gerade während der Modemessen von internationalen Besuchern frequentiert wird. Beidseits des Kennedydamms erstrecken sich ferner bedeutende Bürostandorte der Landeshauptstadt, die die Innenstadt in zentralörtlichen Funktionen nach dem stadtplanerischen Prinzip der Dezentralen Konzentration entlasten (→ Entlastungszentrum). Das Sky-Office, ein nach Entwürfen von Christoph Ingenhoven errichtetes 89 m hohes Bürohochhaus, macht den Bürostandort Kennedydamm in der Stadtlandschaft Düsseldorfs weithin sichtbar.
Da die Neue Düsseldorfer Synagoge und die jüdische Grundschule der Landeshauptstadt in Golzheim liegen, bildet dieser Stadtteil den Mittelpunkt der Jüdischen Gemeinde Düsseldorfs.

## Klima
Golzheim genießt das vergleichsweise milde, ozeanisch geprägte Düsseldorfer Klima. Daher können in sonnigen, windgeschützten Lagen exotische Pflanzen wie Bananen, Fächerpalmen und Feigen wachsen.

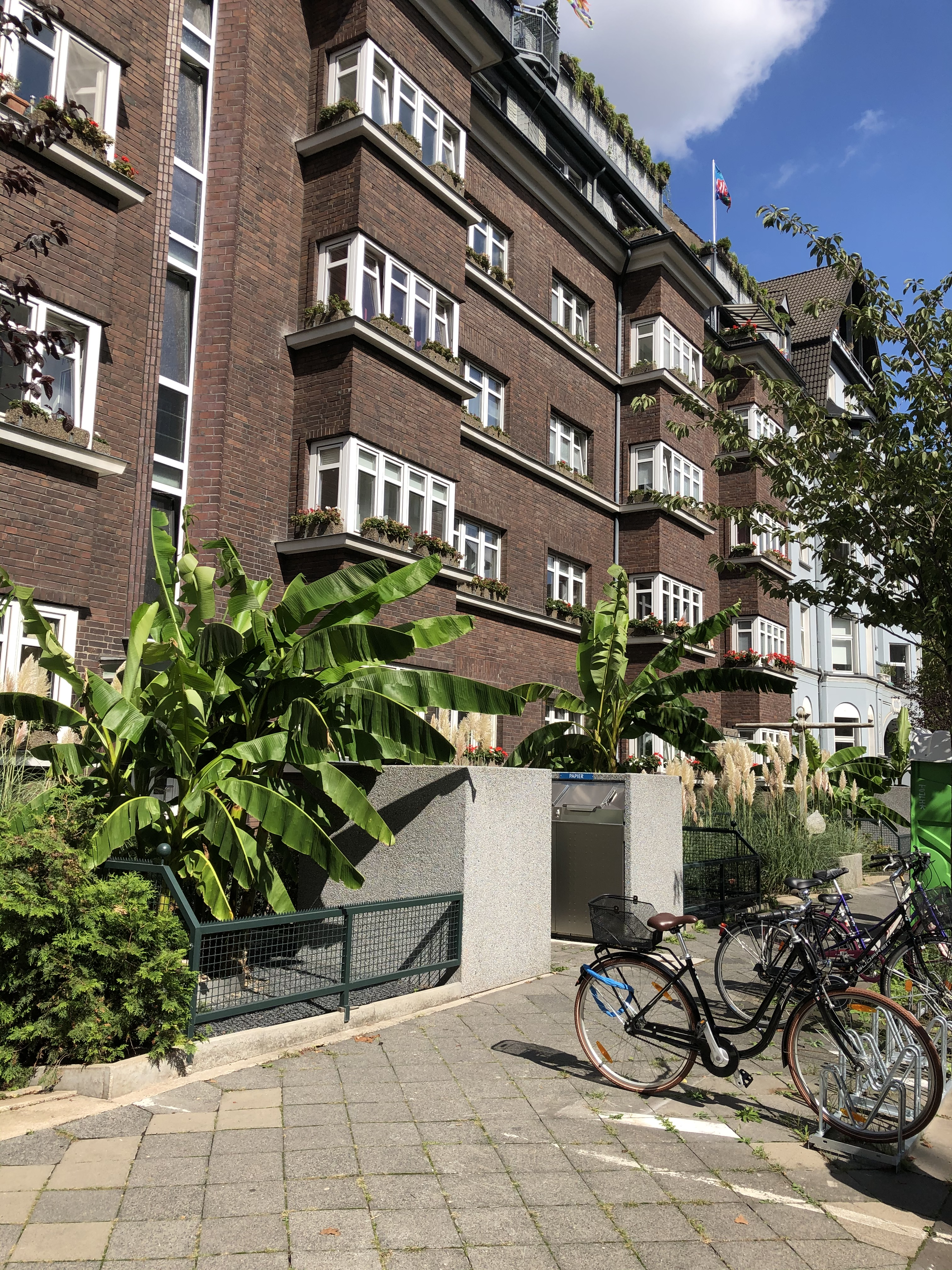
Bananen in einem Vorgarten, Zietenstraße
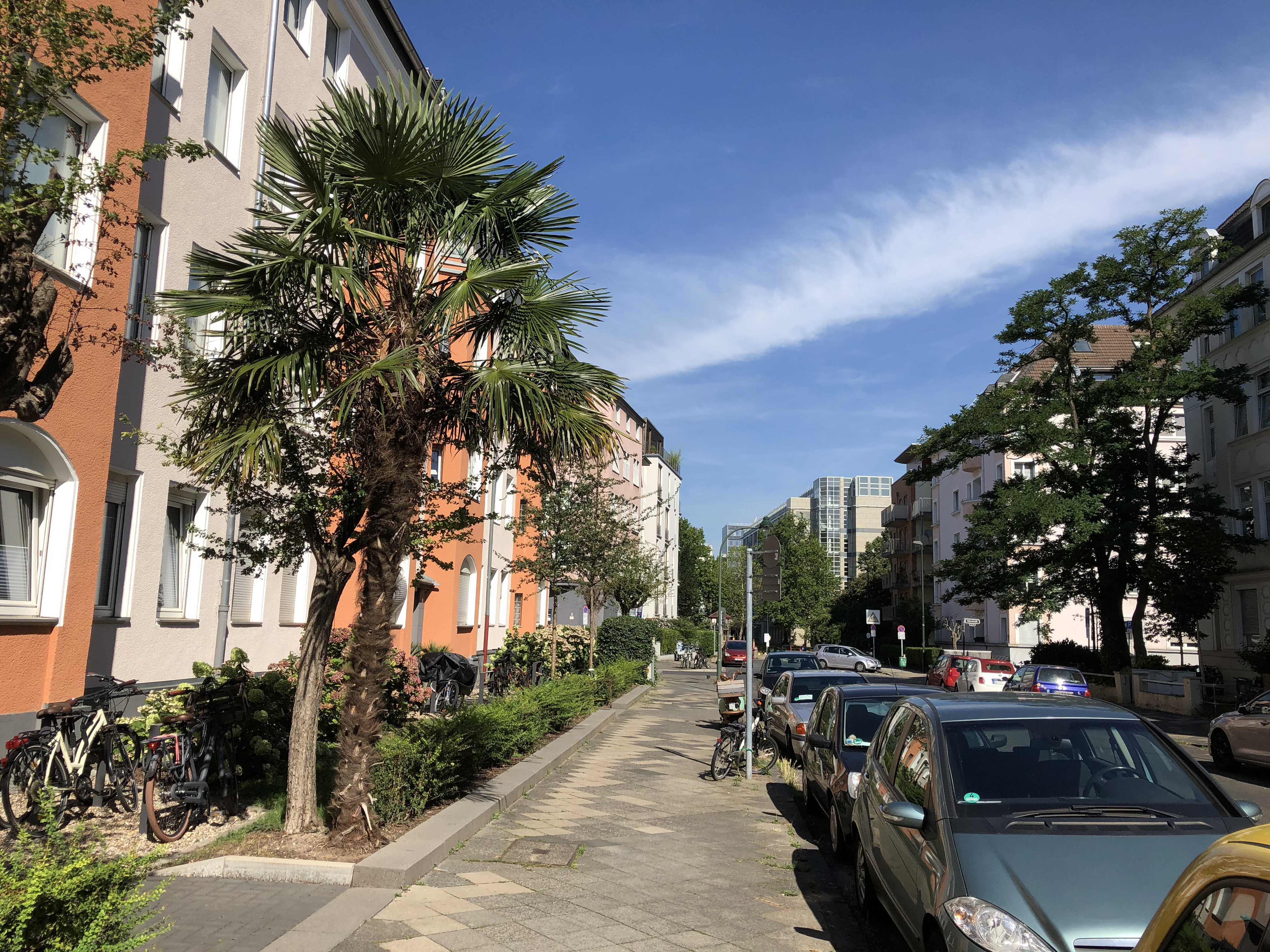
Fächerpalme in einem Vorgarten, Schwerinstraße
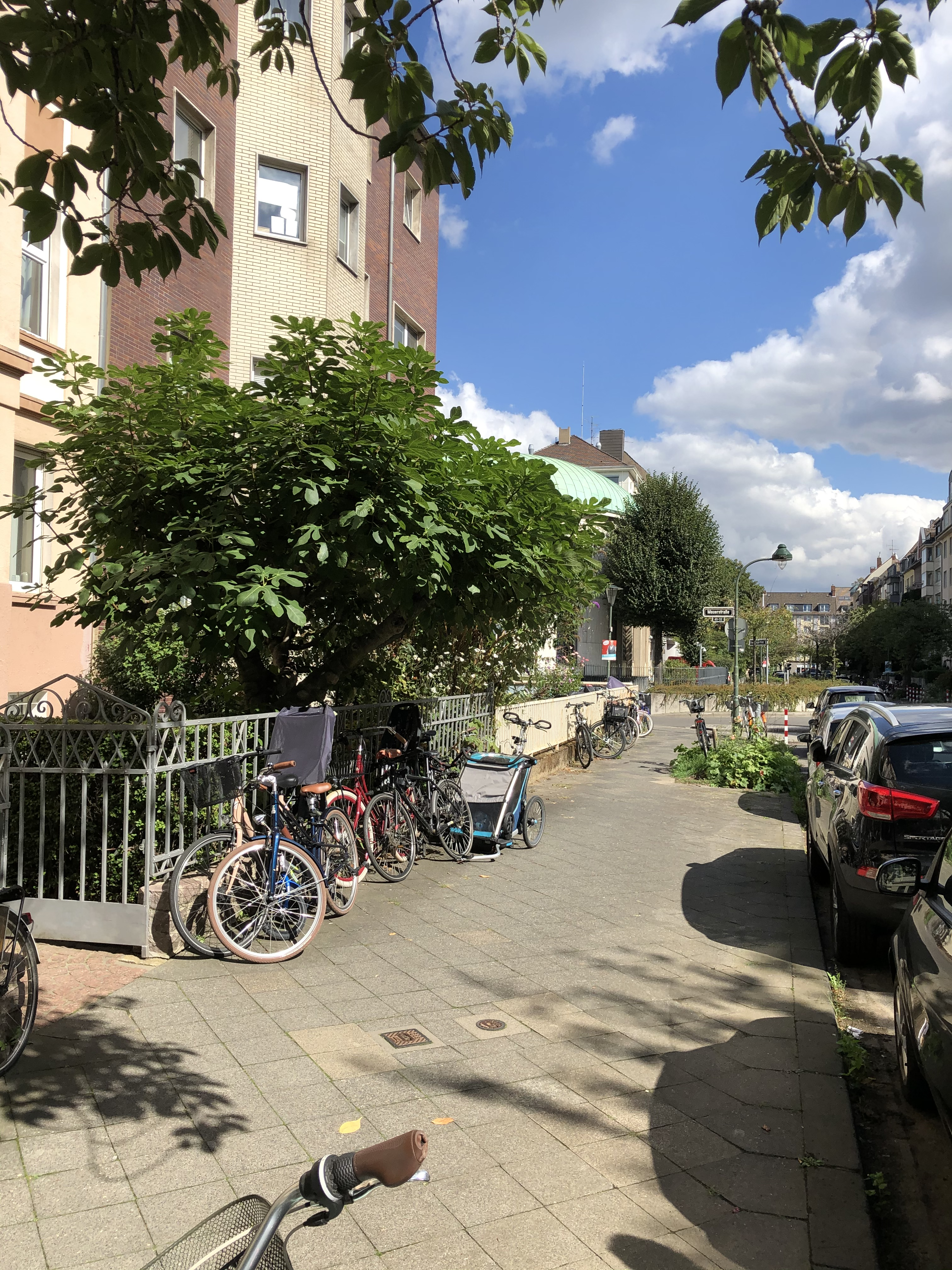
Feigenbaum in einem Vorgarten, Zietenstraße

## Geschichte

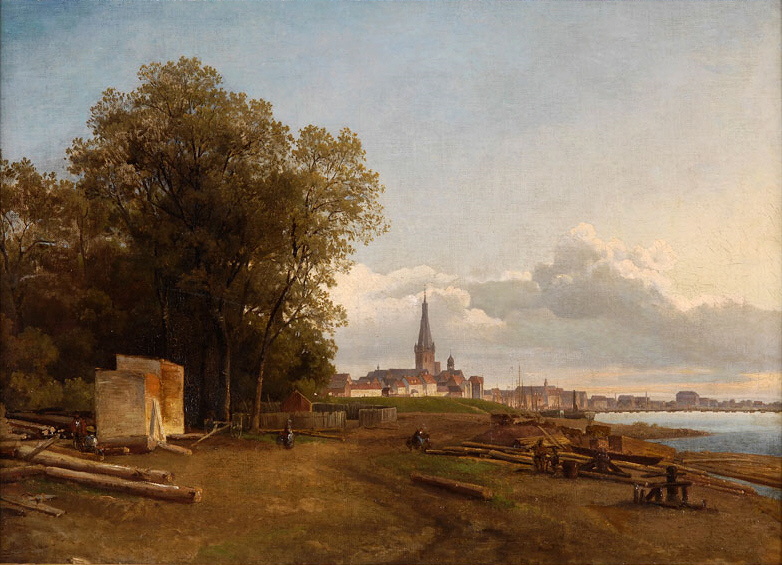
Golzheimer Rheinufer mit Blick auf die Altstadt auf einem Ölgemälde des 19. Jahrhunderts (Düsseldorfer Malerschule)

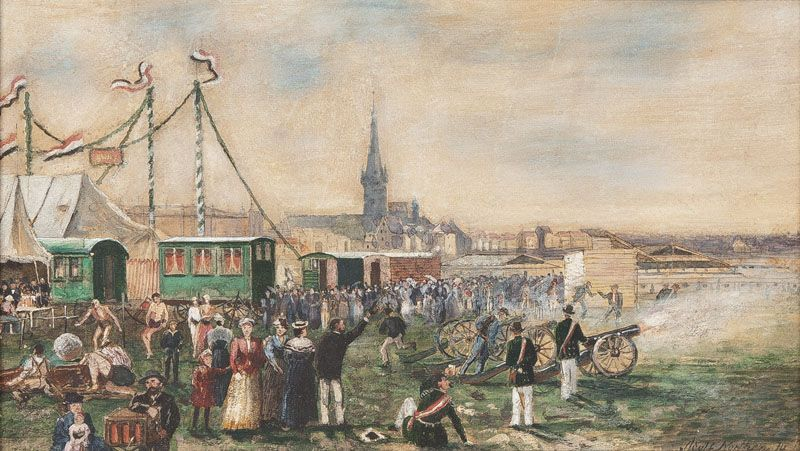
Kirmes in Düsseldorf, Adolf Northen, Aquarell von 1874, Darstellung der Kirmes im Bereich der Golzheimer Insel

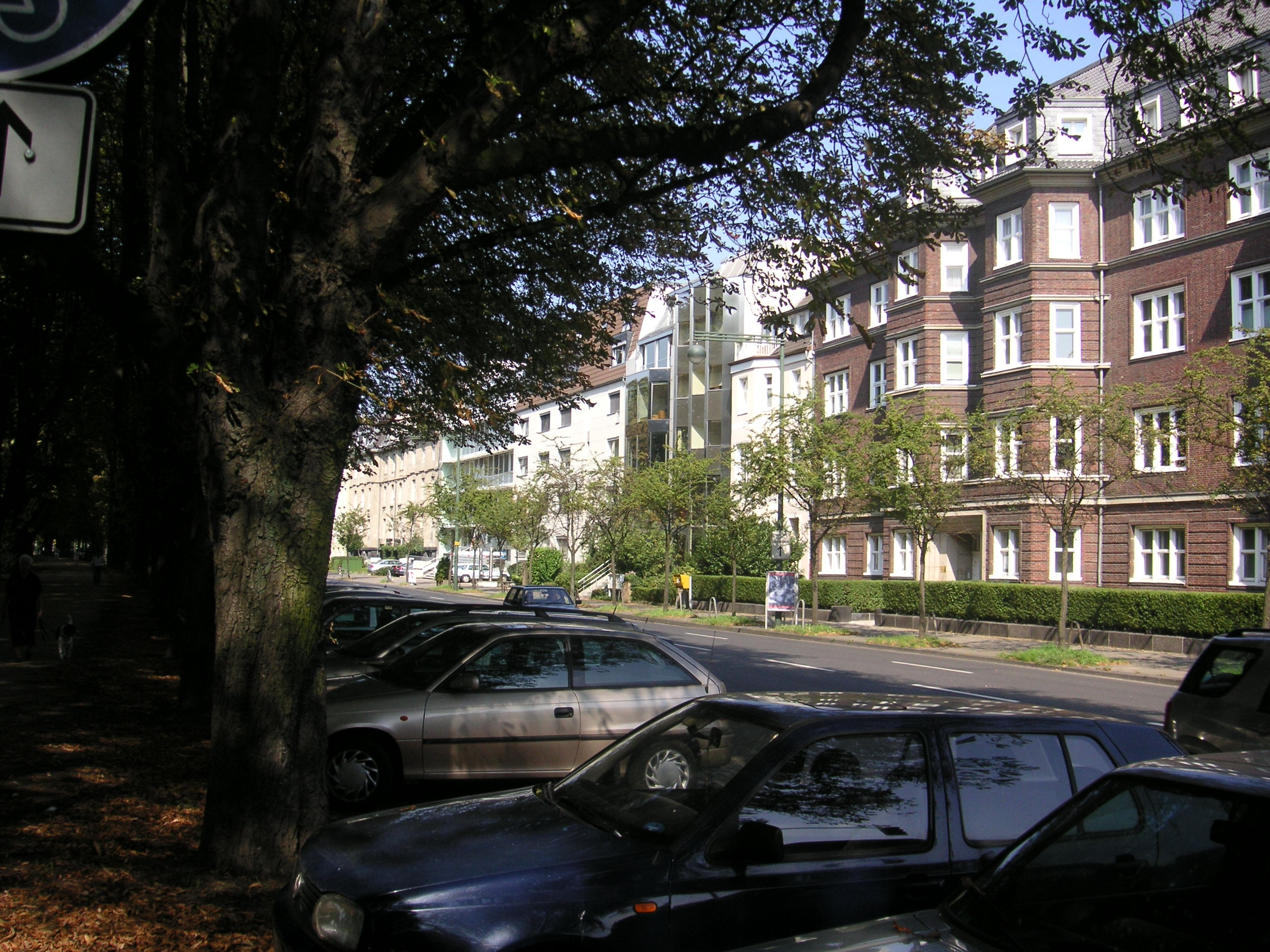
Cecilienallee nördlich des Golzheimer Platzes

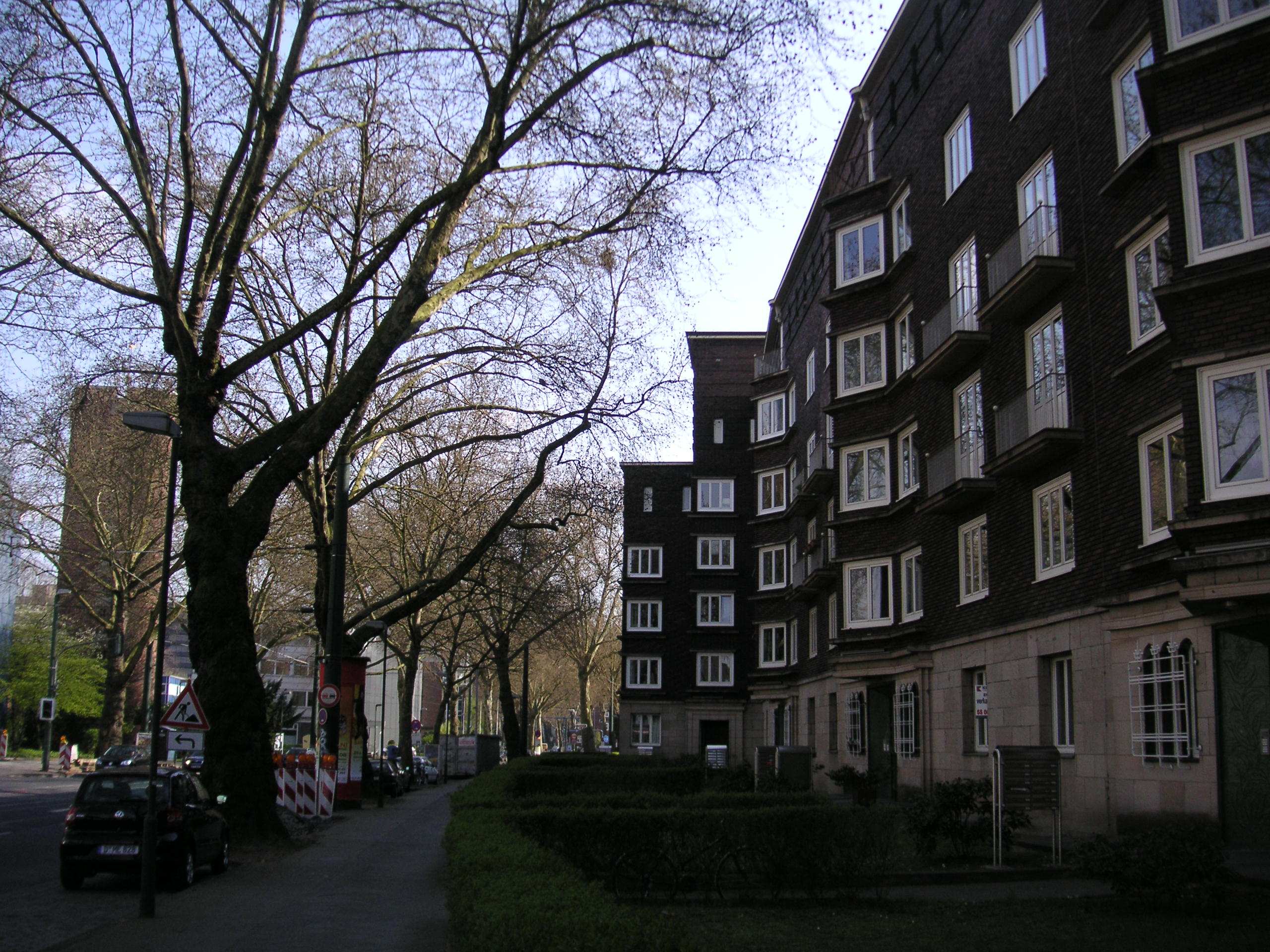
Wohnhäuser im Stil des Backsteinexpressionismus an der Kaiserswerther Straße, Blick nach Süden

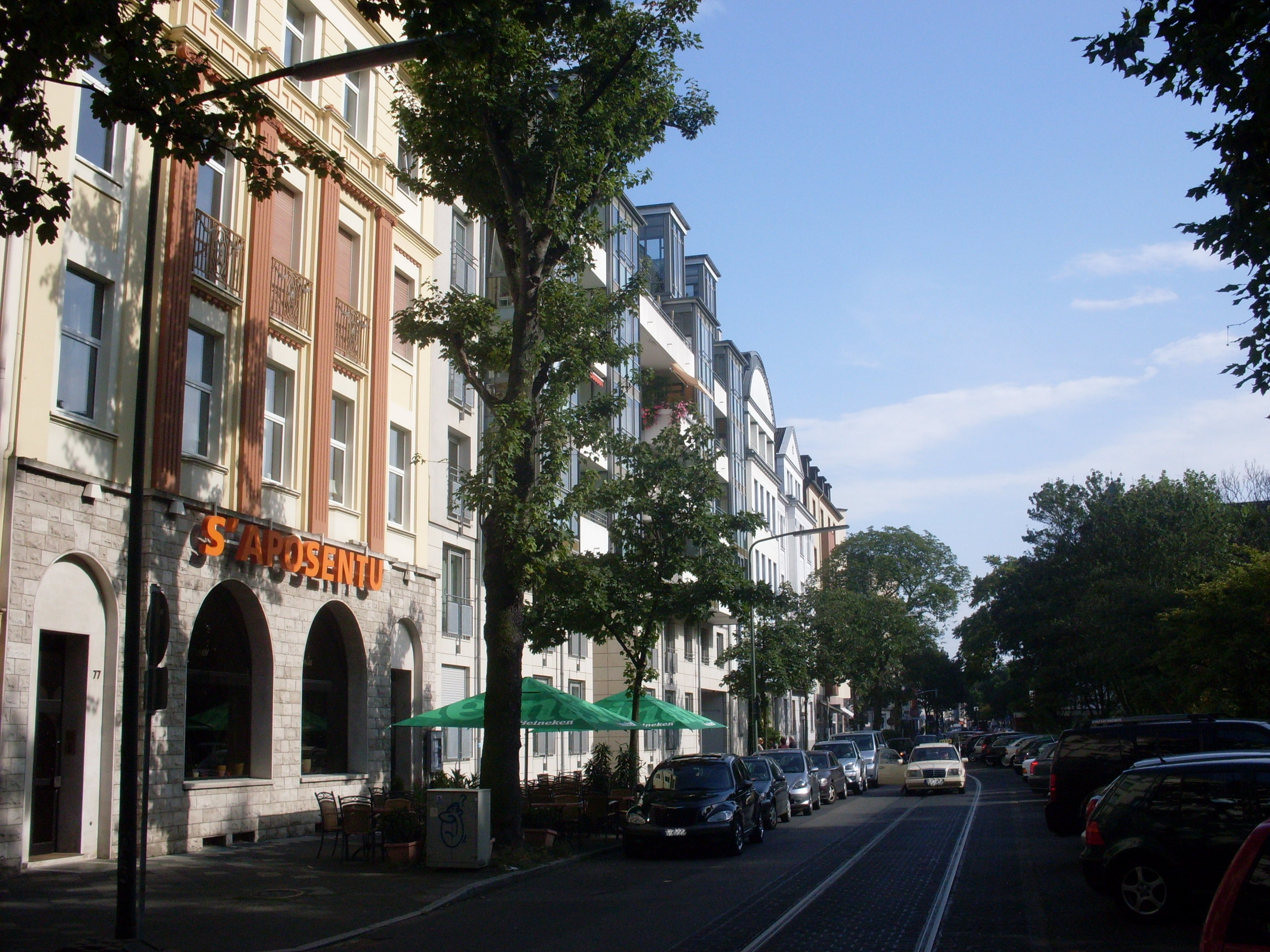
Blockrandbebauung mit Etagenhäusern an der Kaiserswerther Straße im Süden Golzheims

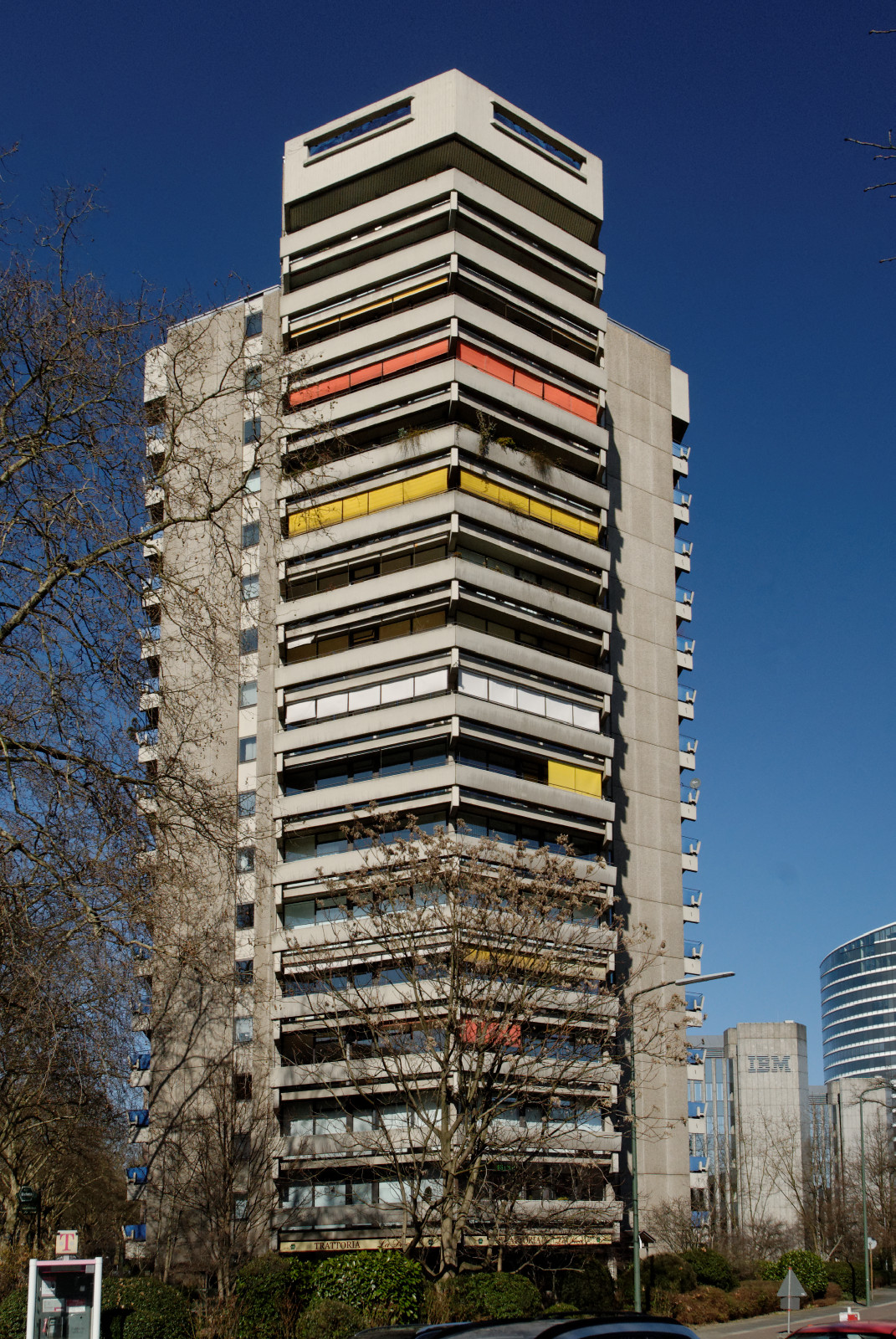
Sternhaus als städtebauliche Dominante am Südende des Kennedydamms

In Golzheim und Stockum wurden die ältesten Siedlungsüberreste des Stadtgebietes gefunden. Trotzdem fand auf Golzheimer Grund lange kaum dichtere Besiedlung statt. Erwähnt wird Golzheim bereits in einem Schriftstück aus dem 11. Jahrhundert. Dieses ist ein Rentenverzeichnis des Stiftes Kaiserswerth, in dem die vielen Pfründe aufgelistet und deren Zuordnung angeführt sind. Für das heutige Stadtgebiet führt die in Latein erstellte Liste die Gebiete „gotholveshem“ (Golzheim), „stockum“ (Stockum) und „therenthorpe“ (Derendorf) auf.
Am 4. April 1384 wurde die Honschaft Golzheim („Gottelsheim“) – gleichzeitig mit Derendorf und Bilk – durch Herzog Wilhelm I. von Berg der Stadt Düsseldorf, ihrer Verwaltung und Gerichtsbarkeit unterstellt, wiewohl es immer vor den Mauern der Stadt lag. Mitte des 16. Jahrhunderts zählte man lediglich 58 Einwohner in Golzheim und Derendorf. 1512 wurde in Golzheim die städtische Windmühle errichtet, die dort fast hundert Jahre betrieben wurde. Seit 1604 ist die Düsseldorfer Richtstätte auf Golzheimer Gebiet nachweisbar. 1630 wurde der Galgen wegen Überschwemmungsgefahr nach Pempelfort verlegt. 1660 entstand als ältestes Gotteshaus Golzheims die St.-Joseph-Kapelle an der Ecke Kaiserswerther Straße/Uerdinger Straße. Sie hatte nicht den Rang einer Pfarrkirche, sondern stellte nur eine Filiale der Derendorfer Pfarrkirche dar. Ende des 18. Jahrhunderts war Golzheim immer noch ländlich geprägt und bis zum Beginn des 20. Jahrhunderts nur sporadisch besiedelt. Auch ein Aufschwung der Börtschifffahrt, der infolge einer wasserzollrechtlichen Bestimmung des Jahres 1828 eingetreten war und dazu führte, dass Golzheim für den Transport bergischer Güter nach Holland ein wichtiger Umschlagplatz am Rhein wurde, änderte daran wenig. Einer der bemerkenswertesten Bauten, die bis zum 20. Jahrhundert errichtet wurden, war die großbürgerliche „Villa Leiffmann“, die der Bankier Moritz Leiffmann Ende des 19. Jahrhunderts durch den Kunstakademie-Professor Adolf Schill auf einem rheinnahen Grundstück nördlich des Dorfes Golzheim errichten ließ.
Eine großmaßstäbliche und zusammenhängende Bebauung auf der Grundlage einer städtebaulichen Gesamtplanung setzte erst kurz vor dem Ersten Weltkrieg ein und sah für Golzheim eine nach Norden hin zunehmend aufgelockerte Wohnbebauung nach dem Schema der Gartenstadt vor, während im Süden die bereits um 1900 entwickelte Blockrandbebauung mit Etagenhäusern und weitgehend gärtnerisch genutzten Innenhöfen vorherrschte und an die städtebaulichen Strukturen Pempelforts im rechtwinkligen Stadtgrundriss nahtlos anknüpfte. Zur verkehrlichen Erschließung der neuen Bebauung trug die seit 1899 betriebene Düsseldorf-Duisburger Kleinbahn maßgeblich bei. Die Bereiche beidseits des heutigen Kennedydamms blieben allerdings bis weit nach dem Zweiten Weltkrieg noch unbebaut, so dass hier eine Stadt- und Verkehrsplanung der 1950er und 1960er Jahre unter Leitung von Friedrich Tamms im Geist der Charta von Athen sowie nach der Idee der autogerechten Stadt die Entwicklung eines Verwaltungs- und Bürostandorts zur Entlastung der City durchsetzen konnte. Um den Autoverkehr im Norden der Stadt zu beschleunigen und um die Kaiserswerther Straße zu entlasten, wurde in dieser Zeit der Kennedydamm als zunächst anbaufreie Ausfallstraße in der Art einer Stadtautobahn gebaut. Durch Tunnel und Brücken wurde diese neue Hauptverkehrsader, die mit der Danziger Straße eine Verlängerung in Richtung des Flughafens und der nördlichen Stadtteile erfuhr, weitgehend kreuzungsfrei an den Lastring angebunden. Ein Wahrzeichen dieser städtebaulichen Entwicklungen ist ferner das im Stil des Brutalismus errichtete Hochhaus namens Sternhaus, das als städtebauliche Dominante den Kreuzungspunkt von Kennedydamm, Kaiserswerther Straße, Homberger Straße und Fischerstraße sowie die Silhouette des Stadtteils beherrscht. Golzheim ist somit ein Bereich der Stadt, in dem unterschiedliche Stadtentwicklungsphasen Düsseldorfs besonders markant sichtbar werden und zahlreiche interessante Spuren in Einzelbauten, Anlagen, Ensembles, Brüchen und Zäsuren hinterlassen haben.

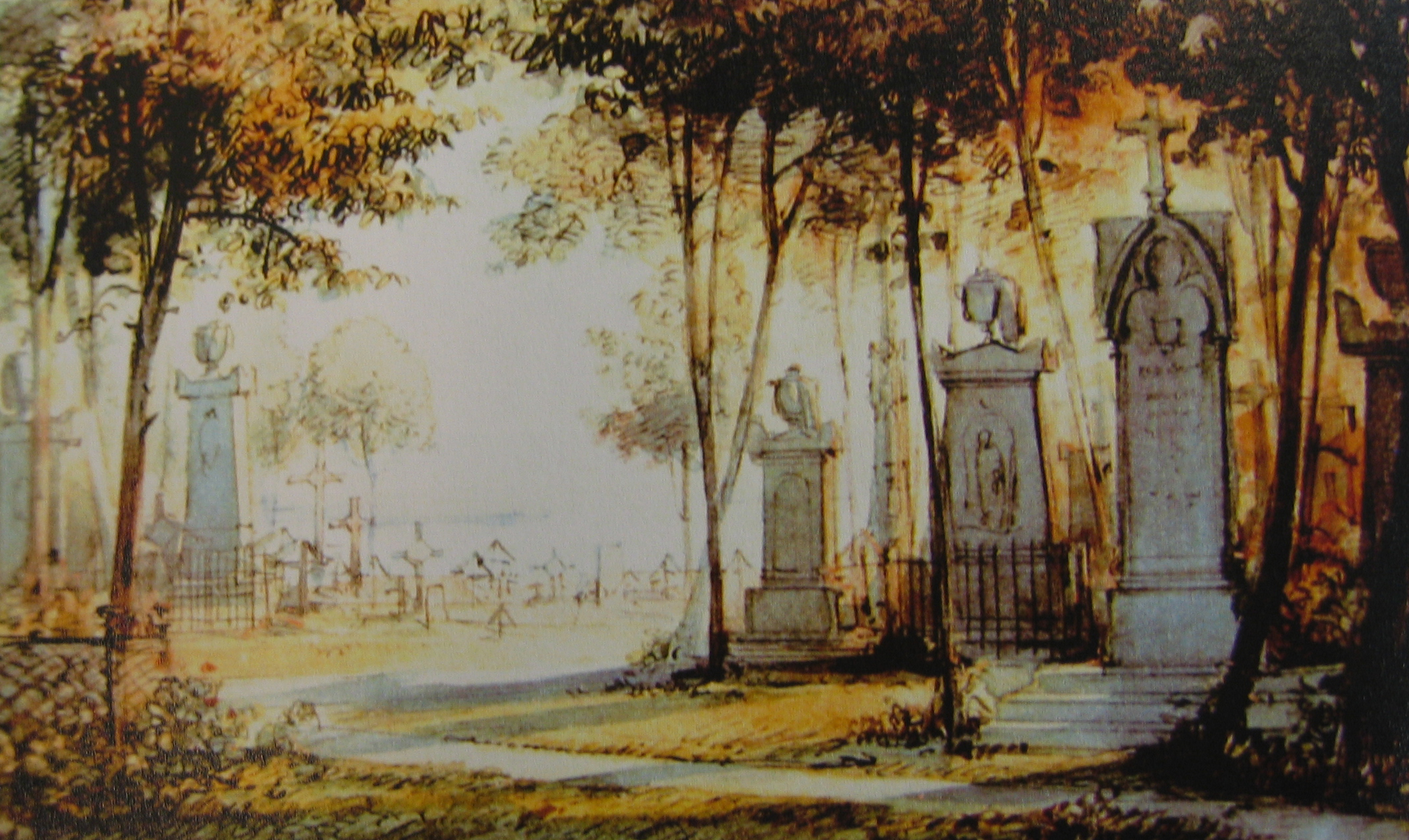
Ansicht vom Golzheimer Friedhof auf einem romantischen Aquarell von Caspar Scheuren, ca. 1830

Zu Beginn des 19. Jahrhunderts wurde auf der Grundlage eines Plans des Düsseldorfer Hofgärtners Maximilian Friedrich Weyhe auf der Flussdüne entlang des Rheins der Golzheimer Friedhof angelegt, der zu den bedeutendsten Friedhofsanlagen des 19. Jahrhunderts im Rheinland zählt. Auf dem Friedhof sind berühmte Bürger der Stadt Düsseldorf bestattet, so etwa auch Maximilian Friedrich Weyhe, Wilhelm von Schadow, der Begründer der Düsseldorfer Malerschule, und der Dramatiker Carl Leberecht Immermann. Der Nordteil des Friedhofs gehört zu Golzheim, während der Teil südlich der Klever Straße zu Pempelfort zählt. Ursprünglich war der Friedhof ungeteilt; erst bei der Anlage der Klever Straße am Beginn des 20. Jahrhunderts wurde er entzweit.

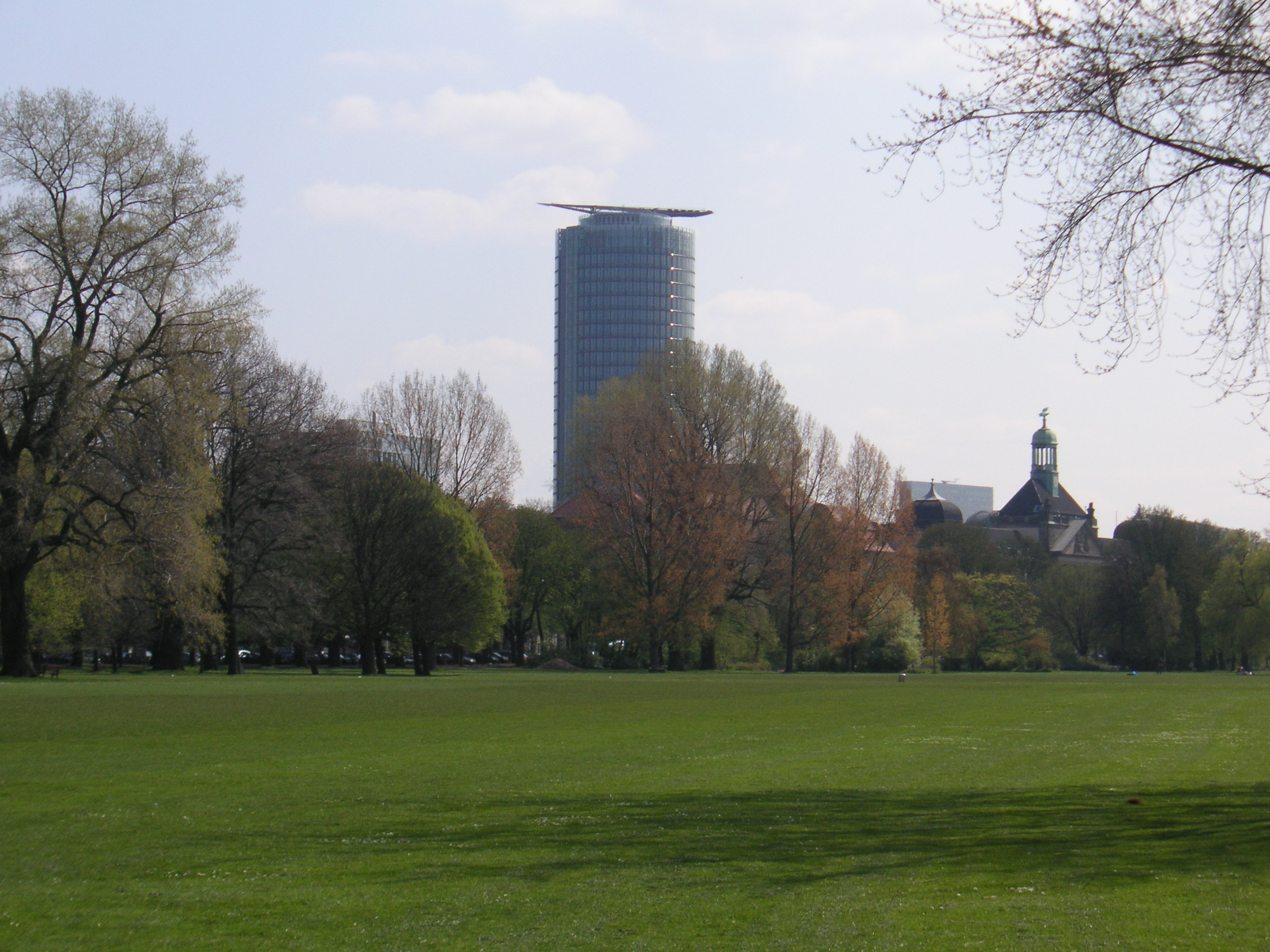
Rheinpark Golzheim, Blick nach Südosten auf Victoria-Tower und Gebäude der Bezirksregierung Düsseldorf

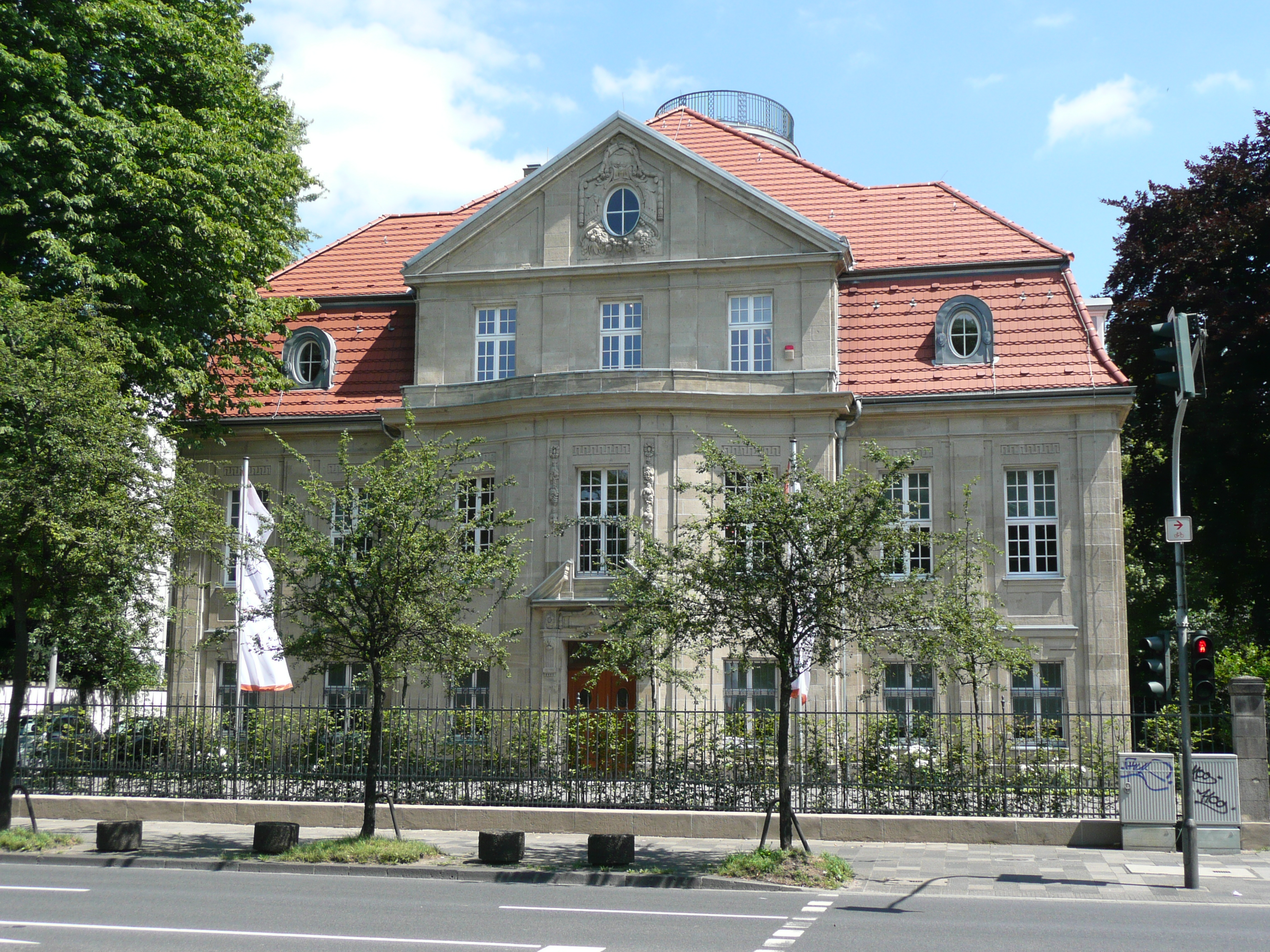
Ehemalige Dienstvilla des Präsidenten des Oberlandesgerichts Düsseldorf, Cecilienallee 4

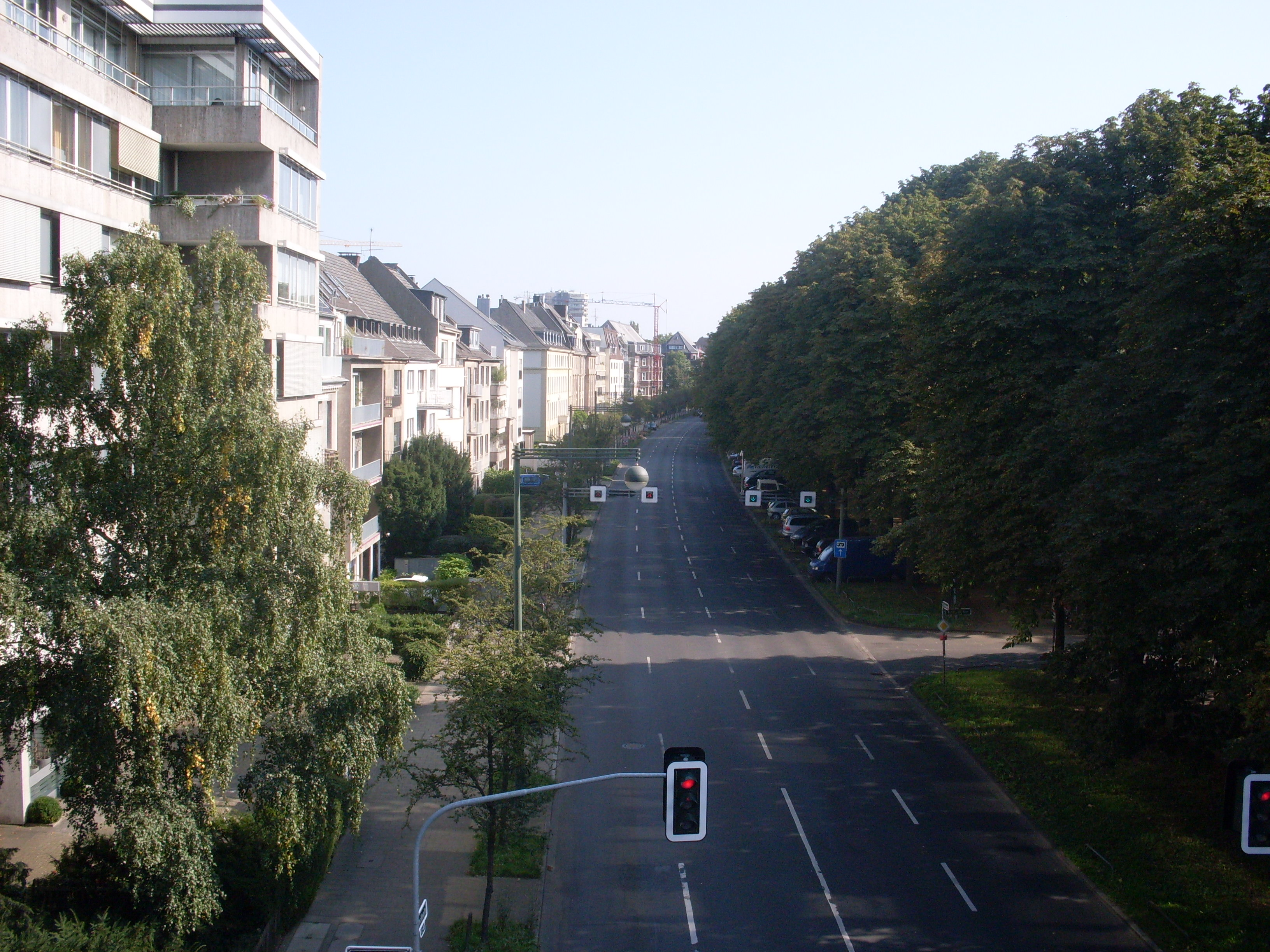
Blick nach Süden in die Cecilienallee, rechts die Kastanienallee am Rheinpark Golzheim

Zu Beginn des 20. Jahrhunderts begann der Bau der Cecilienallee als Prachtstraße am Rhein. Benannt wurde sie nach Cecilie von Mecklenburg-Schwerin, der letzten Kronprinzessin des deutschen Kaiserreichs. Die Straße beginnt im Süden – noch im Stadtteil Pempelfort – mit den palastartigen neobarocken Verwaltungsgebäuden der Bezirksregierung Düsseldorf (Architekt: Traugott von Saltzwedel) und des Oberlandesgerichts Düsseldorf (Architekten: Paul Thoemer und Heinrich Quast). Das erste Gebäude im Golzheimer Teil der Cecilienallee, das kleine Palais an der Cecilienallee 4, früher Dienstsitz der Präsidenten des Oberlandesgerichts, jetzt Sitz der Düsseldorfer Niederlassung der Berenberg Bank, ist ebenfalls im Baustil des Neobarock gehalten und zeugt von dem Repräsentationsbedürfnis des Wilhelminismus.
Die preußischen Verwaltungsbauten, die zu Beginn des 20. Jahrhunderts an der Cecilienallee entstanden, setzten bedeutende Impulse für die städtebauliche Entwicklung Golzheims. Begleitet waren diese Ansiedlungen durch die Planung großzügiger Straßen und Grünanlagen. 1906 wurde auf der Westseite der Cecilienallee nach einem Entwurf des Düsseldorfer Gartendirektors Walter von Engelhardt der Kaiser-Wilhelm-Park, der heutige Rheinpark Golzheim, angelegt. Wenig später erfolgte zur städtebaulichen Erschließung der neuen bürgerlichen Wohnviertel im bevorzugten Norden der Stadt die Anlage des eleganten, boulevardartigen Straßenzugs der Klever Straße und des „Clever Platzes“, heute Kolpingplatz. Kennzeichnend für den Wohnungsbau dieser Zeit sind die Etagenhäuser des Historismus, des Jugendstils und der Reformarchitektur, die in vielen Varianten während des Baubooms zwischen etwa 1890 und 1914 entstanden, vor allem in der Blockrandbebauung des Golzheimer Südens.

Ansicht der Theodor-Heuss-Brücke von Norden, im Vordergrund der Yachthafen Golzheim

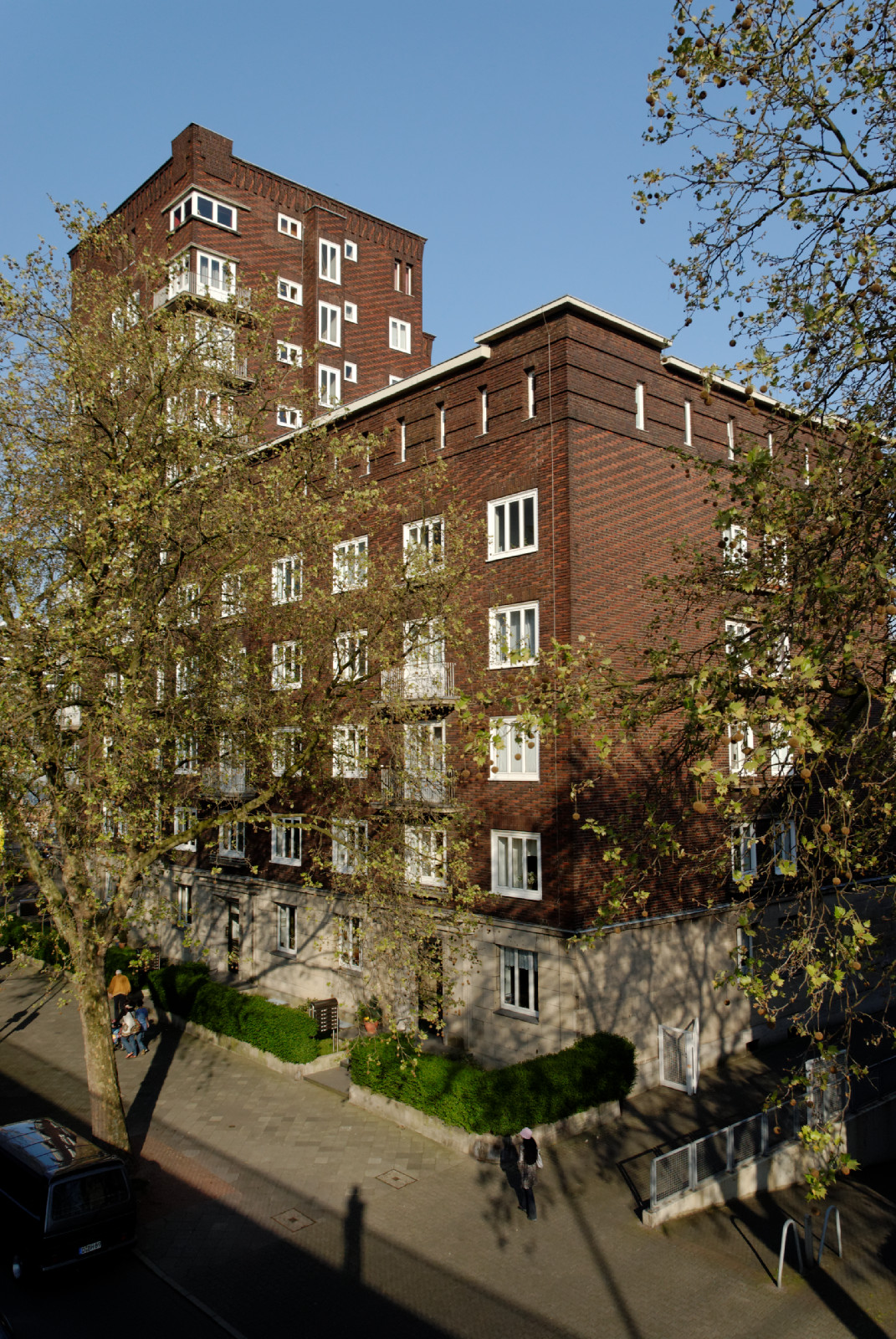
Wohnhochhaus der Backsteinarchitektur der 1920er Jahre an der Uerdinger Straße – Haus Rheinpark, Architekt: William Dunkel

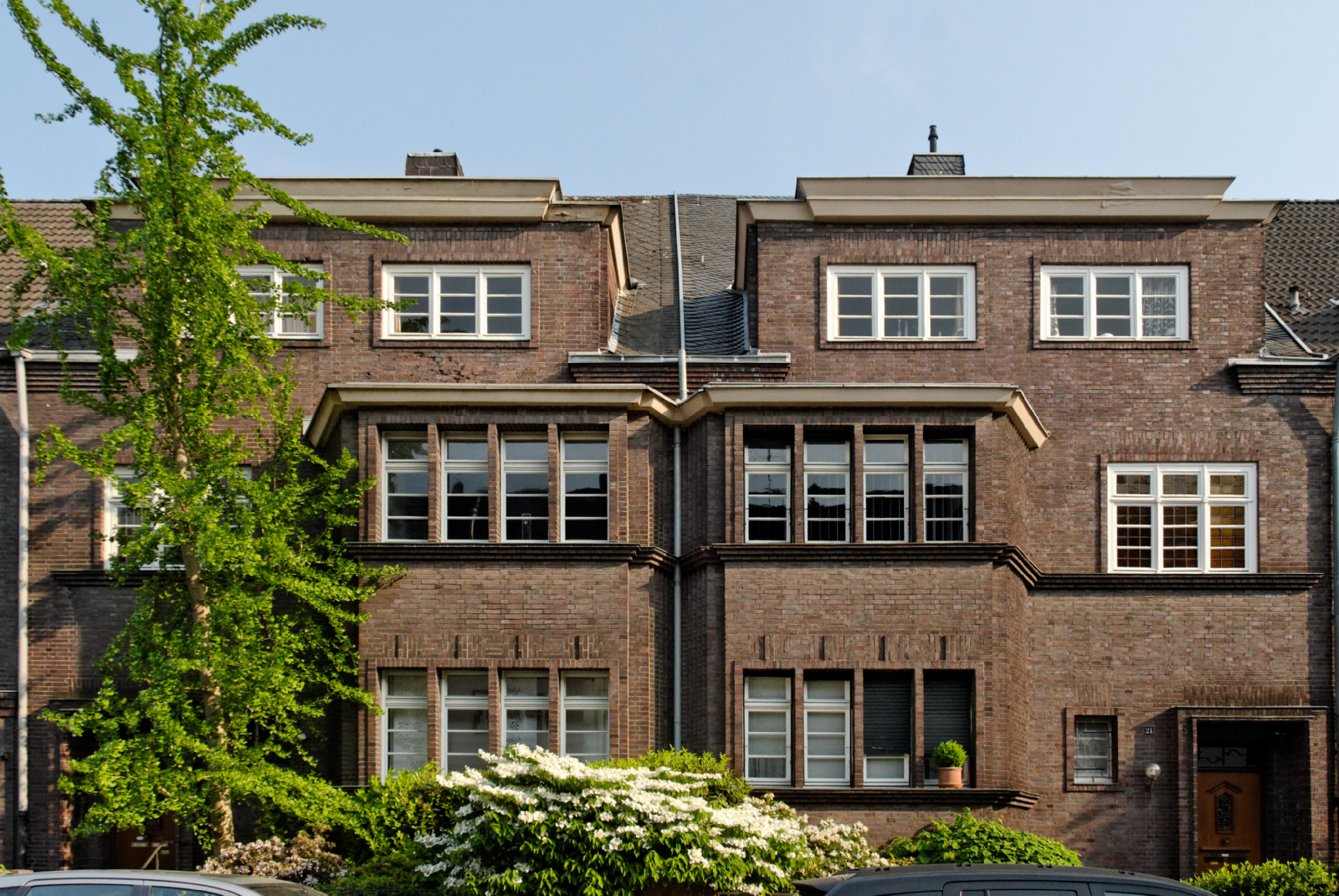
Reihenhäuser der 1920er Jahre in der Lützowstraße

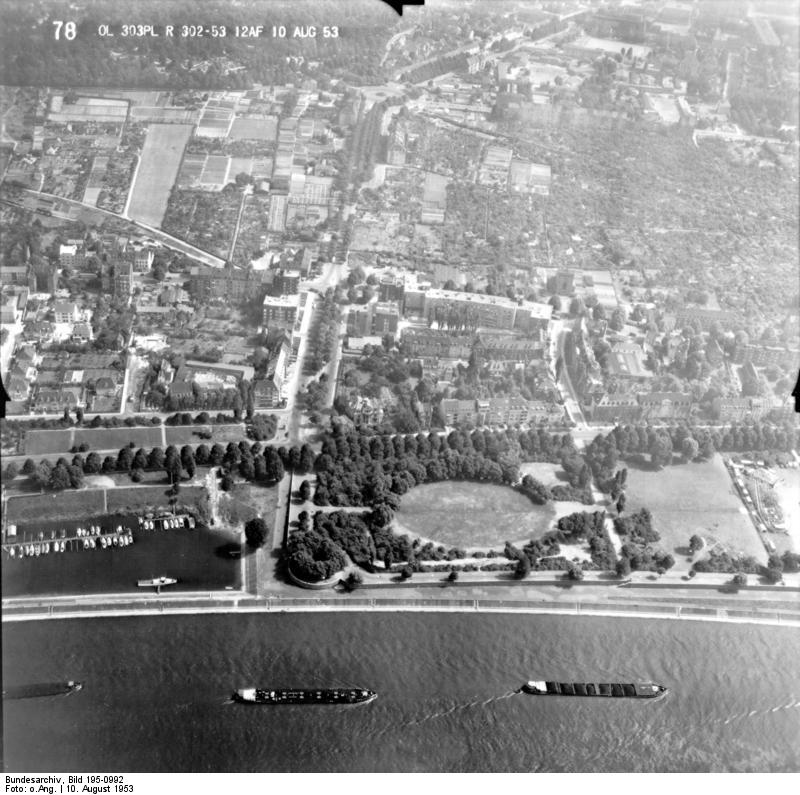
Altes Luftbild aus dem Jahre 1953: Zentrum Golzheims vor dem Bau der Theodor-Heuss-Brücke

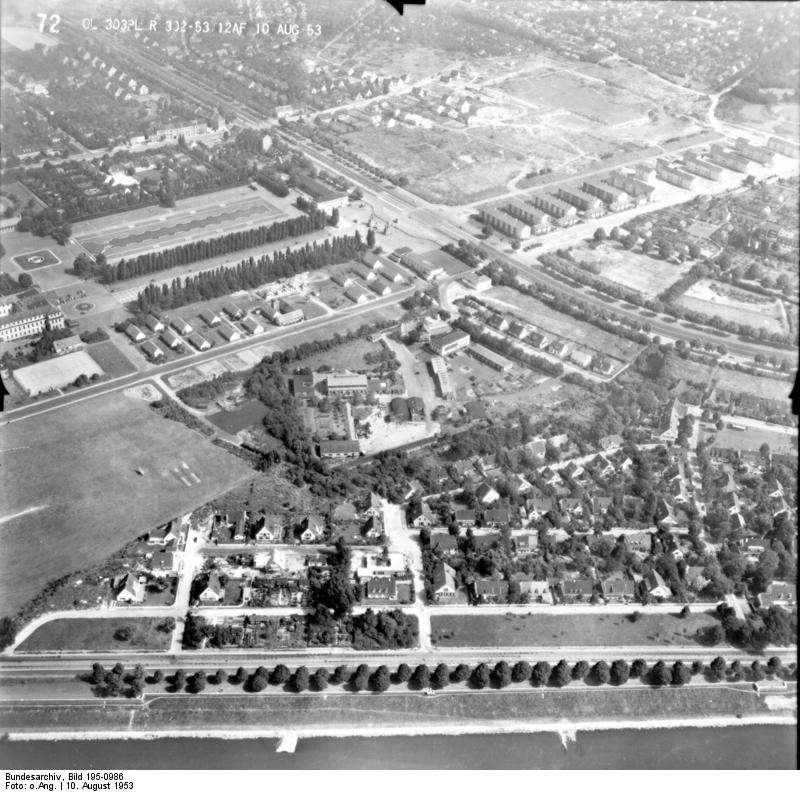
Altes Luftbild mit der Golzheimer Siedlung und dem Rheinufer am unteren Bildrand

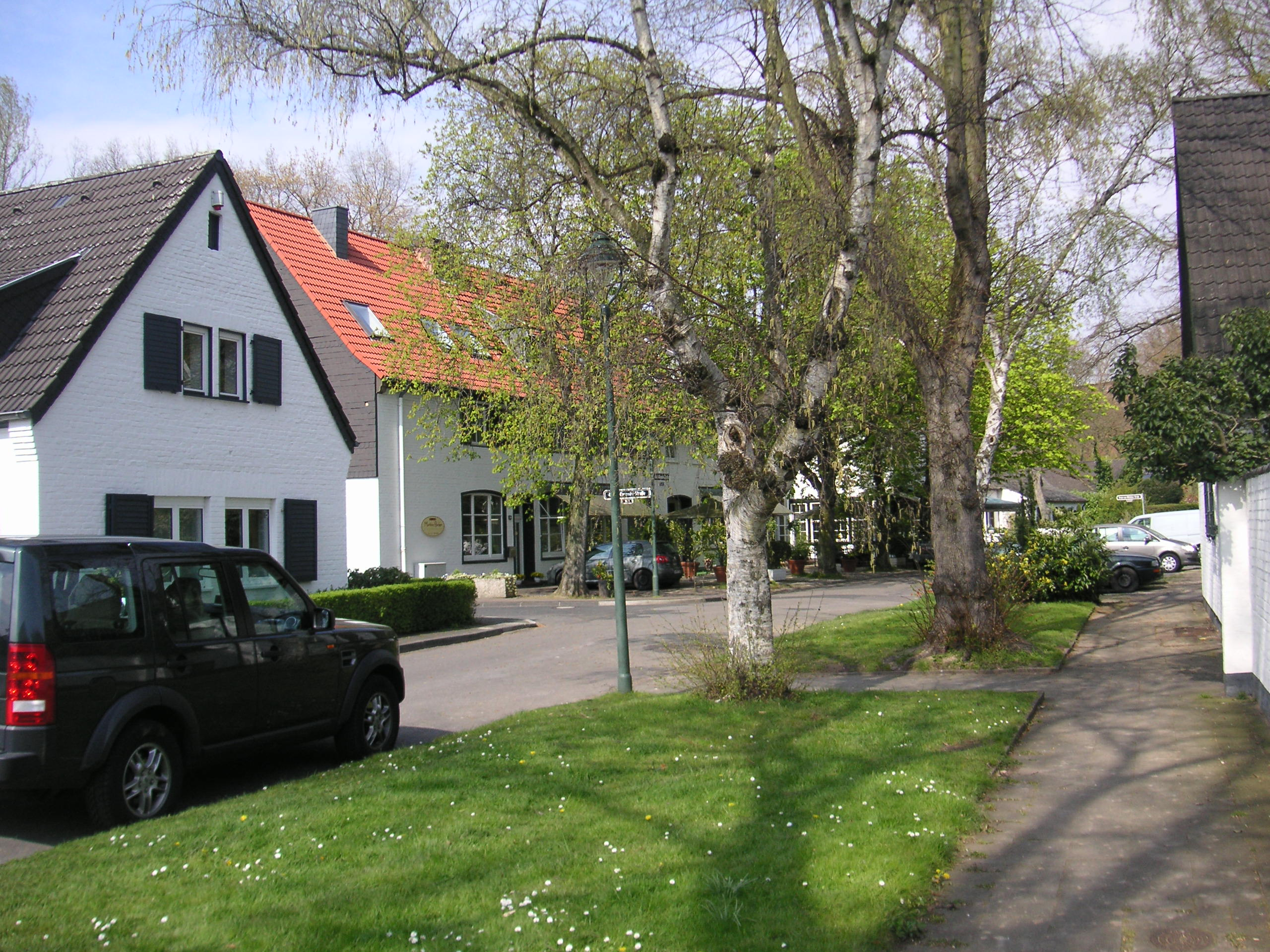
Golzheimer Siedlung, Karl-Kleppe-Straße

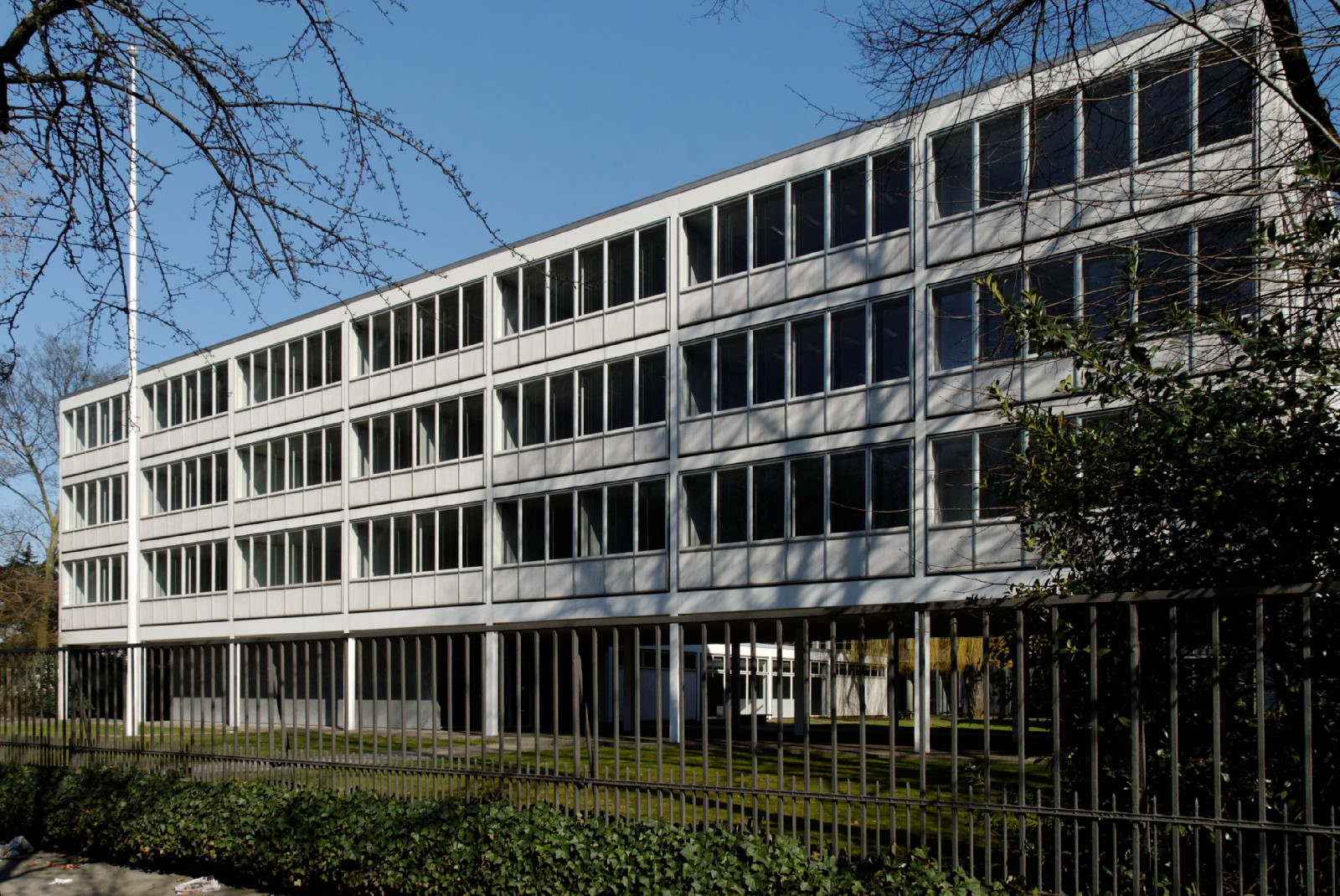
Ehemaliges Generalkonsulat der Vereinigten Staaten von Amerika, Cecilienallee 5, entworfen 1953 durch das Architekturbüro Skidmore, Owings and Merrill

In den 1920er und 1930er Jahren entstanden die für das Stadtbild Golzheims ebenfalls signifikanten Wohnbauten im Stil des Backsteinexpressionismus und des Neuen Bauens. Bis heute prägen sie vor allem die Kaiserswerther Straße und den Golzheimer Platz, aber auch Abschnitte der Klever Straße, der Zietenstraße, der Mauerstraße, der Schwerinstraße, der Lützowstraße, der Cecilienallee sowie der Uerdinger Straße im Bereich der Theodor-Heuss-Brücke.
Auf der Golzheimer Heide (nördlich des Düsseldorfer Nordfriedhofs im Stadtteil Derendorf) wurde am 26. Mai 1923 der deutsche Freikorpskämpfer Albert Leo Schlageter hingerichtet. Die spätere Märtyrerfigur der Nationalsozialisten wurde wegen Sabotageakten gegen die französischen Besatzungstruppen während der Ruhrbesetzung von einem französischen Kriegsgericht am 7. Mai 1923 zum Tode verurteilt. Zwischen dem Schlageter-Nationaldenkmal, errichtet 1931, das an den Widerstandskämpfer erinnern sollte, und dem Golzheimer Friedhof planten die Nationalsozialisten ein gigantisches Gauforum mit Monumentalbauten und Aufmarschflächen. Das Schlageterdenkmal wurde nach dem Zweiten Weltkrieg, im Jahr 1946, abgerissen. An derselben Stelle, am Rande des Nordfriedhofs, wurde 1958 das Monumentaldenkmal Drei Nornen zur Erinnerung an die Opfer und Verfolgten der Gewaltherrschaft eingeweiht.
Im Rahmen der Reichsausstellung Schaffendes Volk wurde die Schlageter-Siedlung südlich des Nordparkes, die heute „Siedlung Golzheim“ oder „Golzheimer Siedlung“ genannt wird, geschaffen. Die Schlageter-Siedlung wurde als eine Art dörfliche Gemeinschaft der unterschiedlichen Stände und Berufe konzipiert und mit strenger Aufsicht über die Planung und Bauausführung wurde die angestrebte Einheitlichkeit in der Gestaltung garantiert. Eine Rückbesinnung auf alte, niederrheinische Ortsbilder wurden als Vorgaben für Bauherren und Architekten (bodenständig, der Landschaft angepasste Bauweise) formuliert, um so ein städtebauliches Ganzes entstehen zu lassen. Acht Musterhäuser dienten in Größe, Abmessung, Aufbau und Material als Vorbild. Entwickelt wurden unterschiedliche Haustypen, um so exemplarisch das Haus für den Industriearbeiter, den Kurzarbeiter, den Angestellten, den geistigen Arbeiter und den Künstler darzustellen. In Anpassung an diese Musterhäuser wurde schließlich die gesamte Siedlung entwickelt. Insgesamt wurden 84 Einfamilienhäuser, darunter die acht Musterhäuser und zehn Künstlerhäuser, ein Künstlergemeinschaftshaus mit insgesamt zwölf Ateliers und einem Ausstellungsraum sowie ein Geschäftshaus mit drei Läden und einer Gastwirtschaft am zentralen Punkt der Siedlung, dem Dorfanger (heute Albrecht-von-Hagen-Platz), gebaut. Heute befindet sich hier die Künstlersiedlung Golzheim mit der Franz-Jürgens-Straße.
Wegen des beträchtlichen Einwohnerzuwachses in der ersten Hälfte des 20. Jahrhunderts war es notwendig geworden, eine erste Pfarrkirche auf Golzheimer Boden zu gründen. Dies war die Basilika St. Albertus Magnus an der Kaiserswerther Straße, die nach einem Entwurf des Architekten Franz Schneider 1938 erbaut, 1939 eingeweiht und erst 1974 vollendet wurde.
Durch den Bau der Theodor-Heuss-Brücke, auch „Nordbrücke“ genannt, der ersten Schrägseilbrücke Deutschlands und des Prototyps der Düsseldorfer Brückenfamilie, wurde Golzheim im Jahr 1957 mit dem linksrheinischen Stadtteil Niederkassel verbunden. Diese Rheinbrücke war erforderlich geworden, um den damals rasant ansteigenden Autoverkehr von Westen her auf den so genannten Lastring und in das Stadtzentrum zu führen.
Ab den 1960er Jahren wurden auf beiden Seiten des Kennedydamms, der in dieser Zeit als Teil einer zwischen Flughafen und Innenstadt verlaufenden Hauptverkehrsachse autobahnartig ausgebaut worden war, zahlreiche Büro- und Verwaltungsbauten sowie Hotels und Bildungseinrichtungen in weitgehend offener, mehrgeschossiger Bauweise errichtet. Hier finden sich auch der Campus der Fachhochschule Düsseldorf aus den 1970er und 1980er Jahren, der Deutschland-Sitz des führenden Kosmetikherstellers L’Oréal, die ehemaligen Zentralen des DGB und der Degussa, die Evangelische Kirche im Rheinland, das Hilton- sowie das Radisson-SAS-Hotel.
Zwischen 1951 und 1952 wurde für den Fachverband der Drahtindustrie nach Entwürfen von Helmut Hentrich und Hans Heuser an der Kaiserswerther Straße das Drahthaus errichtet, das als eines der frühen und wegweisenden Bürobauten der 1950er Jahre anzusprechen ist. 1957 bis 1961 erbaute Paul Schneider-Esleben an der Rolandstraße 40 eine Grundschule neuen Typs, ein Ensemble von Pavillons in der Architektursprache des Bauhauses. Nach Entwürfen des Architekten Gottfried Böhm wurde in den 1970er Jahren auf dem früheren Kasernengelände des Königlich-Preußischen 2. Westfälischen Husaren-Regiments Nr. 11 zwischen der Mauerstraße und der Roßstraße das Hochhaus des Landesamts für Datenverarbeitung und Statistik des Landes Nordrhein-Westfalen erbaut. Heute heißt diese Einrichtung Landesbetrieb Information und Technik Nordrhein-Westfalen. Bemerkenswert an dem Hochhaus ist die Verwendung rostenden Stahls als Fassadenmaterial. Auf dem Gelände einer aufgegebenen Schule an der Uerdinger Straße wurde zwischen 1993 und 1998 das neue Verwaltungsgebäude der damals staatlichen IKB Deutsche Industriebank errichtet. Das recht monumental und massiv wirkende Gebäude, seit September 2013 Sitz der Düsseldorfer Filiale der Landesbank Hessen-Thüringen, zeigt Anklänge des Neoklassizismus.
Im Westen der Danziger Straße wurden Ende der 1950er Jahre für die britischen Besatzungstruppen großflächig Wohnhäuser nach dem Prinzip der Gartenstadt erbaut. Bis in die 1990er Jahre betrieben die Briten hier auch eine intensive Infrastruktur: Supermarkt, Kino, Schule, Sportstätten, Casinos. Ein Überrest der britischen Prägung Golzheims war noch lange die herrschaftliche Residenz des britischen Generalkonsuls am Rhein. Dieses von ihm mittlerweile aber aufgegebene Wohngebäude an der Rotterdamer Straße 65 stammt aus dem Jahre 1926 und wurde vom deutschen Architekten und Hochschullehrer Josef Kleesattel entworfen.

Ansicht der Ausstellungshalle des Bochumer Vereins auf der Industrie- und Gewerbeausstellung Düsseldorf 1902, nach der Ausstellung als Jahrhunderthalle nach Bochum transloziert

Ein bemerkenswertes Zeugnis der Bauhaus-Architektur der Nachkriegszeit ist das ehemalige Generalkonsulat der Vereinigten Staaten von Amerika, das vom weltweit tätigen Architekturbüro Skidmore, Owings and Merrill als Stahl-Glaskonstruktion an der Cecilienallee errichtet wurde. Auch das ehemalige Konsulat der Schweiz, das vom deutschen Architekten Hans Schwippert einem Tresor ähnlich in massiver, blockhafter Form gestaltet wurde, gehört zu den architektonischen Sehenswürdigkeiten der Cecilienallee.

### Messegeschichte
Wegen des großzügigen Flächenangebots war Golzheim schon 1902 ein idealer Standort für die Große Industrie-, Gewerbe- und Kunstausstellung. Seitdem etablierte sich Golzheim als Messestandort. Im Jahre 1926 fand dort die Ausstellung für Gesundheitspflege, -fürsorge und Leibesübungen, kurz GeSoLei, statt und 1937 die nationalsozialistische Reichsausstellung Schaffendes Volk. Die Rheinfront vom Ehrenhof und den Rheinterrassen über den Rheinpark Golzheim bis hin zur Siedlung Golzheim und zum Nordpark verdankt diesen Ausstellungen ihre Gestalt. Bis zum Bau der neuen Messe 1971 im Stadtteil Stockum in der Nähe des Flughafens waren Golzheim und Pempelfort Standorte der Messe. In den 1970er Jahren fanden hier beispielsweise die Igedo und eine Funkausstellung statt.

## Wirtschaft und Infrastruktur

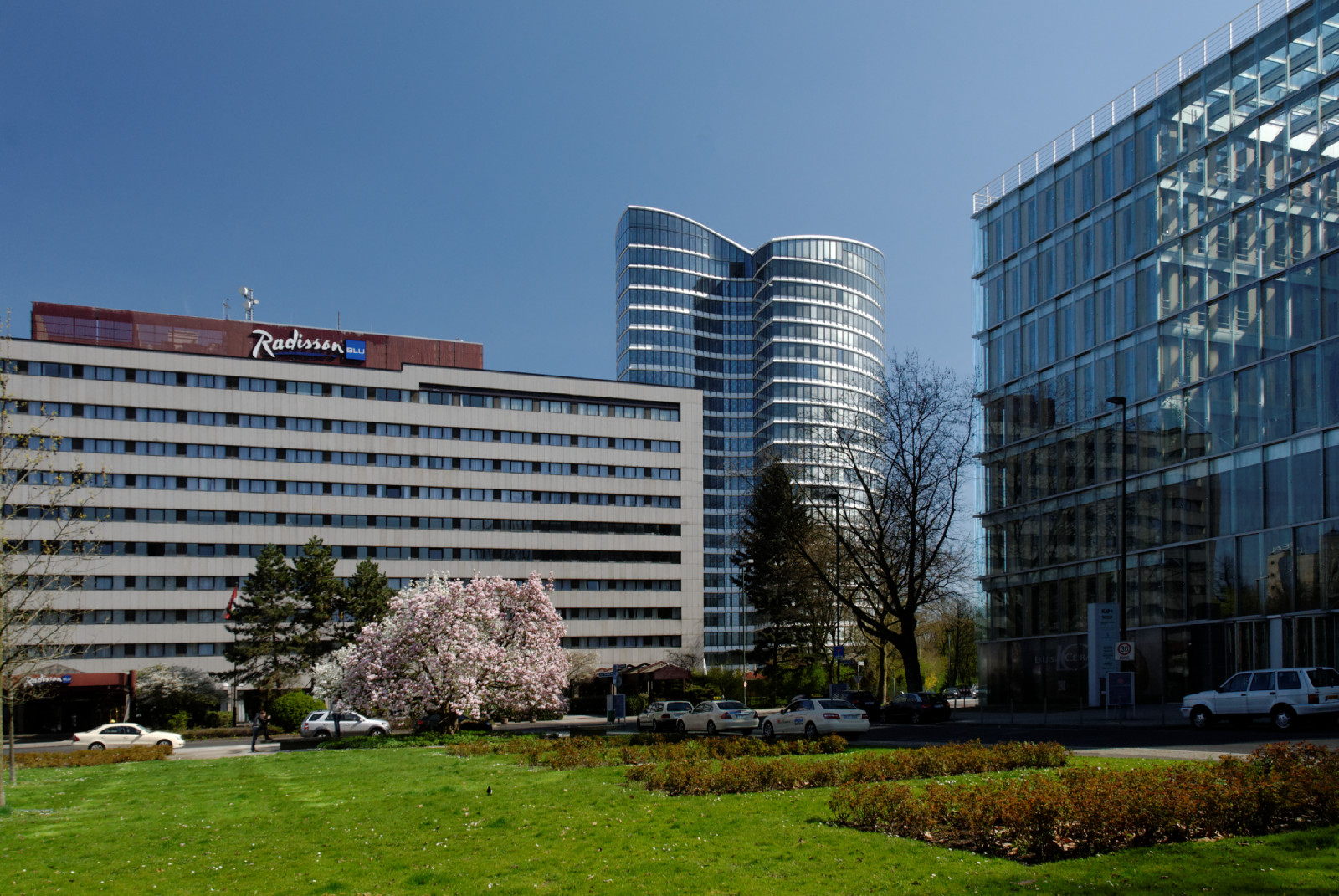
SAS-Radisson-Hotel, Sky-Office und KAP1-Bürogebäude am Karl-Arnold-Platz, April 2011

Golzheim ist einer der bedeutendsten Bürostandorte der Stadt. Es haben sich insbesondere Agenturen, Modefirmen, Kanzleien, zahlreiche Konsulate, die Fachhochschule und große Hotels in Golzheim angesiedelt. Messe und Flughafen sind nicht weit. Der Stadtteil verfügt über zwei Häfen, den Yachthafen mit dem Düsseldorfer Yachtclub und dem Düsseldorfer Kanu-Club an der Rotterdamer Straße und den Sporthafen mit Hausbooten am Robert-Lehr-Ufer.
Treffpunkt für viele, insbesondere sportlich ambitionierte Düsseldorfer ist der Rheinpark Golzheim. Direkt am Rheinufer ist dieser weitläufige, von großen Wiesen geprägte Volkspark eine beliebte Promenade, zeitweise auch eine Veranstaltungsstätte für Zirkus und Open-Air-Kino. Nach Süden und Norden hin setzen sich die Promenaden mit Rad- und Fußwegen in die angrenzenden Stadtteile fort, die prominenteste von ihnen ist die Rheinuferpromenade in den Stadtteilen Altstadt, Carlstadt und Unterbilk. Am nördlichen Rand Golzheims liegt der weitläufige Nordpark mit dem Löbbecke-Museum/Aquazoo. Südlich des Rheinparks – schon im benachbarten Pempelfort gelegen – schließen sich die Rheinterrassen an, ein Ensemble von Versammlungsstätten der Landeshauptstadt, sowie der so genannte Ehrenhof mit dem Museum Kunstpalast und dem NRW-Forum Düsseldorf. An diesem Kulturforum liegt auch die Tonhalle, die vor allem als Konzertsaal der Düsseldorfer Symphoniker fungiert.
Im Hinblick auf die Versorgung mit Gütern des täglichen Bedarfs verfügt Golzheim nur über ein minimales Angebot im Bereich der Theodor-Heuss-Brücke. Daher sind die Wohngebiete Golzheims gemeinsam mit Wohnvierteln Derendorfs und Pempelforts auf das einer mittelgroßen Stadt entsprechende Versorgungszentrum an der Nordstraße und auf das Zentrum Düsseldorfs orientiert.
Die Verkehrsanbindung ist im öffentlichen Personennahverkehr über das Stadtbahnnetz gegeben. Südlich des Stadtteils durch die Haltestelle Tonhalle/Ehrenhof (U 70, U 74, U 75, U 76 und U 77) in die Richtungen Hauptbahnhof, Holthausen, Eller, Krefeld, Meerbusch, Oberkassel, Heerdt und Neuss sowie im Norden an den Haltestellen Kennedydamm, Golzheimer Platz, Theodor-Heuss-Brücke und Nordpark/Aquazoo (U 78 und U 79) in die Richtungen Hauptbahnhof, Kaiserswerth, Messe und Duisburg. Die Haltestelle Theodor-Heuss-Brücke bietet Anschluss zu Busverbindungen in viele Richtungen (Flughafen, Kaarst usw.).
Für den Autoverkehr ist Golzheim im Süden durch den Rheinufertunnel erreichbar, in nördlicher Richtung über den Kennedydamm (Schnellstraße von Duisburg, Verlängerung der A 59/B 8, Autobahnkreuz Messe/Stockum) von Westen über die Theodor-Heuss-Brücke (B 8, Verlängerung der A 52) und in östlicher Richtung über die Heinrichstraße Richtung Mörsenbroicher Ei an das Fernstraßennetz angebunden.
In einem Großteil Golzheims ist das Fahren unberechtigter Kraftfahrzeuge ohne Feinstaubplakette nicht mehr erlaubt: Die Umweltzone Düsseldorf ist ab Mitte Februar 2009 für Golzheim östlich der Bundesstraße 1, der Linie Johannstraße, Kennedydamm, Homberger Straße und Cecilienallee, eingerichtet.
Das Golzheimer Rheinufer ist Teil des länderübergreifenden Rheinradweges (D-Route 8), der von der Quelle bis zur Mündung des Rheins führt. Innerhalb dieser fahrradtouristischen Ausweisung stellt das Golzheimer Ufer einen Abschnitt des Erlebnisweges Rheinschiene dar. Ein weiterer dort verlaufender überörtlicher Radweg ist die Pilgerroute (D-Route D7). Dieser Weg führt von Flensburg bis Aachen. Alle genannten Routen sind Teil des Radverkehrsnetzes NRW.

## Aktuelle Planungen
Rahmenplanungen der Landeshauptstadt Düsseldorf sehen für die Bürostandorte beidseits des Kennedydamms grundsätzlich weitere Entwicklungen vor. Der Rahmenplan Hochhausentwicklung in Düsseldorf stellt fest, dass sich das Gebiet auch weiterhin als Hochhausentwicklungsbereich und als Büroarbeitsplatzschwerpunkt eignet. Ein weiterer Rahmenplan, der Projektsteuerungsplan Golzheim-Süd, formuliert hierzu nähere städtebauliche Leitlinien. Diese Leitlinien, die eine Grundlage für Bebauungspläne und Objektplanungen bilden, zielen auf eine städtebauliche Lenkung des Investitionsdrucks sowie auf den Schutz von bestimmten Freiräumen, des Stadtbildes und anderer Umweltfaktoren.
Als größtes verkehrliches Infrastrukturprojekt der Stadtbahn Düsseldorf für den Stadtteil Golzheim steht die Verlängerung des Innenstadttunnels auf den Linien U78 und U79 zwischen der jetzigen Tunnelrampe an der Fischerstraße und einer geplanten neuen Tunnelrampe nördlich der Theodor-Heuss-Brücke aus, der so genannte Tunnel Kennedydamm. Diese Maßnahme, die im Nahverkehrsplan der Stadt Düsseldorf ausgewiesen ist, würde den Stadtbahnverkehr beschleunigen, die Kaiserswerther Straße in diesem Abschnitt vom oberirdischen Stadtbahnverkehr entlasten und den Bau neuer, behindertengerechter U-Bahnhöfe in den Bereichen Kennedydamm/Sternhaus und Theodor-Heuss-Brücke mit sich bringen.

## Sehenswürdigkeiten
- Besucherkanal in der Erwin-von-Witzleben-Straße, stillgelegter Abwasserkanal mit einer Länge von 176 m, der besichtigt und als Filmkulisse genutzt werden kann[17]
- Golzheimer Friedhof
- Rheinpark Golzheim
- Kriegerdenkmal Golzheim
- Golzheimer Siedlung